# 소련
소비에트 사회주의 공화국 연방 또는 소비에트 사회주의 공화국 연맹, 소비에트 연방, 약칭 소련(러시아어: СССР 에스에스에스에르[*], 영어: USSR, 문화어: 쏘련)은 1922년 12월 30일부터 1991년 12월 26일까지 유라시아 대부분에 걸쳐있었던 나라로서 러시아 제국의 뒤를 이어 수립된 러시아인 중심의 다민족국가였다. 소련은 당시 면적 기준으로 가장 거대한 나라였는데, 무려 11개의 시간대를 가로지르며 16개국과 접경하고 있었다. 또한 소련은 세계 최초의 사회주의 국가이자 공산국가였을 뿐만 아니라 다양한 공화국들이 모여서 만들어진 연방이었다. 그렇지만 가장 크고 인구가 많은 공화국은 러시아 SFSR이었으므로, 정책과 경제 역시 매우 러시아 중심적으로 운영되었다. 정치적으로는 소련 공산당(CPSU)의 일당 통치 아래 운영되었으며 가장 큰 도시이자 수도는 모스크바였다.
1917년 3월에 일어난 러시아 2월 혁명은 러시아 제국을 멸망시켰다. 혁명 이후 수립된 러시아 임시 정부는 1917년 11월에 일어난 10월 혁명으로 붕괴하였고 볼셰비키가 러시아의 정권을 잡았다. 공산주의에 반대하는 백군이 반란을 일으켜 러시아 내전이 일어났지만 볼셰비키는 내전에서 승리하였다. 1922년 12월 30일 제1차 전연방 소비에트 대회에서 러시아 소비에트 연방 사회주의 공화국, 자캅카스 소비에트 연방 사회주의 공화국, 우크라이나 소비에트 사회주의 공화국, 벨로루시 소비에트 사회주의 공화국이 통합되어 소비에트 사회주의 공화국 연방이 탄생하였다.
1924년 소련의 초대 지도자 블라디미르 레닌 사후에 집권한 이오시프 스탈린은, 일국사회주의론을 주장하는 한편으로 급속한 산업화와 강제 집단화 정책을 통해 당시 전세계적으로 대공황이 불어닥쳤음에도 불구하고 엄청난 수준의 경제 성장을 이루어냈다. 그러나 그 과정에서 수백만 명의 주민이 기근으로 아사하는 등 상당한 인명피해가 따랐다. 한편 스탈린은 1930년대 후반부터 자신에게 반대하는 반대파들을 제거하고자 하였으며, 대숙청을 실시하여 수십만 명을 투옥하거나 처형했고 시베리아에 강제 노용 수동소를 건설하였다. 이로써 스탈린은 레프 트로츠키, 레프 카메네프, 그리고리 지노비예프, 니콜라이 부하린과 같은 주요 반대파들을 숙청하여 소련 내에서 유일무이한 권력자로 자리매김할 수 있었다.
1939년에 소련은 나치 독일과 불가침 조약을 체결하고 폴란드 동부와 발트 지역을 차지하였다. 그렇지만 1941년 6월 22일에 나치 독일이 불가침 조약을 파기하고 갑작스럽게 침공을 감행하자 소련은 제2차 세계 대전에 참전할 수 밖에 없게 되었다. 이어진 대조국전쟁에서 소련은 처음에는 독일군에게 고전을 면치 못했지만, 1943년 스탈린그라드 전투를 기점으로 전세를 역전하였으며 1945년 8월에는 독일의 수도 베를린을 점령하면서 마침내 승리를 거둘 수 있었다. 전쟁으로 인해 소련이 입은 피해는 막대했음에도 전후 처리과정에서 소련은 동유럽에 위성국들을 세워 영향력을 행사하는 한편으로 급속한 재건과 경제발전을 이루어냄으로써 초강대국의 지위에 올랐다.
제2차 세계대전 이후 미국과의 이념적인 긴장감은 곧 냉전으로 이어졌다. 미국이 주도하는 서방 세계가 1949년에 NATO를 결성하자, 소련은 이에 뒤질세라 1955년 동구권을 결집시켜 자체적인 군사 동맹인 바르샤바 조약 기구를 창설하여 맞섰다. 미국과 소련 모두 직접적인 군사적 충돌은 원치 않았으므로 대신 전 세계에서 같은 이념을 가진 국가들을 지원하고 그들로 하여금 전쟁을 벌이도록 함으로써 간접적으로 대립하였다. 1950년대에 접어들자 소련은 우주로 관심을 돌려 최초의 인공위성과 최초의 유인 우주비행, 최초의 우주정거장, 그리고 다른 행성에 착륙한 최초의 우주선 등을 잇달아 개발해내면서 우주 경쟁에서 미국을 앞질렀다. 이와 함께 소련은 1960~1970년대 내내 제2세계 국가들에게 막강한 영향력을 미쳤으며 미국을 비롯한 제1세계 국가들의 주요 적성국으로 자리매김하였다.
1980년대가 되자 소련은 과도한 군비경쟁으로 인한 경제 위기와 함께 여러 문제들로 무너져가고 있었다. 이에 1986년에 집권한 미하일 고르바초프는 글라스노스트, 페레스트로이카와 같은 개혁 개방 정책을 펼치는 한편으로 망가진 경제를 재건해보려고 하였으나, 이는 실패로 돌아갔고 오히려 소련의 내부 상황만 악화시키는 결과를 불러왔다. 1980년대 후반이 되면 동유럽의 공산권 국가들에서 민주화 시위가 일어나 친소련 정부가 붕괴되는 사태가 일어났으며 소련 내에서조차 소수민족들의 민족주의 및 분리주의 운동이 격화되었다. 그러자 소련 공산당 내에서는 고르바초프를 몰아내고 새롭게 연방을 재편하자는 움직임이 일어났고 마침내 1991년 8월에 강경파들을 중심으로 한 쿠데타가 일어났다. 쿠데타는 실패하였지만 그 여파로 우크라이나, 러시아, 벨라루스가 연방에서 탈퇴하였으며 다른 구성국들도 점차 소련에게서 벗어나려는 움직임을 보였다. 그해 12월 26일, 고르바초프는 소련의 해체를 공식적으로 발표하였고 이에 따라 소련의 구성국들은 모두 독립해나갔다. 그리고 러시아는 당시 지도자였던 보리스 옐친의 지도 아래에서 러시아 연방으로 재편되어 오늘날에 이른다.
소련은 존속하는 동안 많은 중요한 사회적, 기술적 성과와 혁신을 이루어냈었으며, 인류 역사에 상당한 영향을 끼쳤다. 그리고 소련은 당시 전세계에서 2번째로 큰 경제 규모와 가장 큰 상비군을 보유하고 있었고, 핵확산방지조약 가맹국임과 동시에 주요 핵무기 보유국이기도 했다. 또한 UN의 창립 멤버이자 안보리의 상임이사국으로서 국제적으로도 엄청난 위상을 지녔다. 해체되기 이전까지 소련은 동유럽에서의 패권국이었을 뿐만 아니라 국제외교와 더불어 사회주의 국가들의 거두였고(특히 남반구에서), 세계 1위의 군사 강국, 막강한 경제 규모, 선두를 달리는 과학 기술과 같이 다양한 요인들을 통해서 미국과 함께 양대 초강대국 가운데 하나로 군림했다.

## 국명과 상징
소비에트 사회주의 공화국 연방 즉, 소련이라는 명칭은 소비에트(러시아어: Совет)에서 나왔는데, 이는 러시아어로 '평의회' 또는 '회의'를 뜻한다. 노동자, 농민, 병사의 공동체 조직인 소비에트는 직접민주제, 간접민주제를 거부하고, 인민민주 상향식 선거를 통해 일당제 체제 하에서 평의회 대의원을 선출한다. 작게는 각 생산수단 및 소공동체에서부터 크게는 모스크바의 최고 소비에트에 이르기까지 각 계층에 걸쳐 설치되어 있었다. 마르크스-레닌주의의 영향을 받은 이러한 체제는 블라디미르 레닌 스스로가 자신의 저서인 《무엇을 할 것인가?》에서 파리 코뮌의 형태와 러시아 특유의 소비에트 제도를 본따서 만든 제도라고 밝혔다. 이러한 체제가 카를 마르크스가 최초로 주장한 정통 마르크스주의와 조금 다른 점은, 마르크스-레닌주의 소비에트 제도의 경우 노동자, 농민, 혁명가들로 구성된 '혁명적 당'이 장기간 일당 독재를 한다는 것, 그리고 이러한 정치 제도가 하나의 '정통적 체제'로 대변된다는 점에 있다. 정통 마르크스주의의 원형은 '당'을 사회주의 혁명 이후 프롤레타리아 독재 시기에 생산 수단의 사회화를 진행하기 위한, 일종의 '민주적 폭력'을 실행하기 위한 체계화 된 조직으로 묘사했고, 이러한 사회주의 체제에서의 정당 독재는 공산주의에 진입한 후 사라질 것으로 보았다. 하지만 마르크스-레닌주의에서의 소비에트 제도는 공산당 일당 독재의 장기화했고 이러한 제도를 바탕으로 모든 공산주의적 정책을 실행했다. 학문적으로 보면 소련이 기준에 따라 민주주의에 들어갈 수 있으나 실질적으로는 소련의 성립기와 말기를 제외하면 소련 공산당의 일당 독재 체제였다. 현재 소련이 해체된 후, 구소련이라는 명칭을 쓰기도 한다.

### 국기
소련의 국기의 가로와 세로의 비율은 2:1이다. 바탕의 색은 혁명을 상징하는 붉은색이다. 금색의 낫과 망치는 각각 농민과 노동자를 상징하였고, 그 위의 붉은 별은 5대륙 노동자의 단결을 의미하였다. 1955년에는 낫과 망치의 모양이 기존의 크기보다 조금 작아졌으며, 1980년에는 국기 배경색이 진홍색에서 조금 연한 진홍색으로 변했다.

### 국장
소련의 국장은 1923년에 처음 제정되었으며 소련이 해체된 1991년까지 사용되었다.
국장 가운데에는 지구를 배경으로 금색 낫과 망치가 그려져 있으며 지구 아래쪽에는 떠오르는 금색 태양이, 지구 위쪽에는 빨간색 별이 그려져 있다.
국장 양쪽을 밀 이삭이 감싸고 있으며 빨간색 리본이 이를 묶고 있다. 빨간색 리본에는 소련의 표어인 "만국의 노동자여, 단결하라!"라는 문구가 15개 공화국의 언어로 쓰여져 있다.

## 역사

### 러시아 혁명

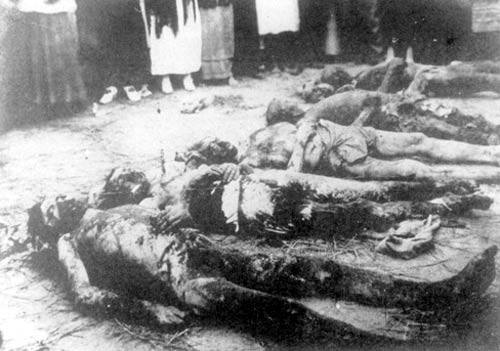
블라디미르 레닌의 공식 정책인 적색 테러의 희생자들, 소련 비밀 경찰 체카에 의해 살해된 민간인들

1917년 러시아 2월 혁명으로 러시아 제국의 차르 니콜라이 2세가 퇴위하였고 러시아 제국은 멸망하였다. 혁명 이후 성립한 임시 정부는 점진적인 개혁을 하려고 하였다. 그러나 1914년 7월 28일 시작된 제1차 세계 대전, 특히 독일 제국과의 전쟁으로 인하여 사회적 혼란이 가중되었다. 또한 어린이들이 먹을 우유가 모자랄 정도로 심각한 경제난에 시달리고 있었기 때문에, 레닌이 이끄는 볼셰비키는 임시 정부에 휴전할 것을 요구하였으나 받아들여지지 않았다.
1917년 11월 7일에 레닌의 지도 하에 11월 혁명이 일어났다. 레닌이 이끄는 볼셰비키는 적위군을 조직해 러시아 제국의 수도인 페트로그라드(지금의 상트페테르부르크)를 장악하였다. 혁명에 반대하는 백군과 외국 열강이 볼셰비키를 공격해 러시아 내전이 일어나자 백군 및 외국 열강의 군대에 대항하려고 레프 트로츠키는 적위군을 적군으로 개편했다. 적군은 외국 열강과 백군을 쳐부수고 러시아 내전에서 승리했으며, 모든 반대파를 숙청해 볼셰비키가 러시아를 지배하게 되었다.
이어 1922년 12월 30일의 소비에트 대회에서 러시아 소비에트 연방 사회주의 공화국, 벨로루시 소비에트 사회주의 공화국, 우크라이나 소비에트 사회주의 공화국, 자캅카스 소비에트 연방 사회주의 공화국이 연방에 가입하여 소비에트 사회주의 공화국 연방의 성립이 선언되었다.
1924년 레닌의 사후 집권한 스탈린은 세계 혁명론을 주장하는 트로츠키와는 달리 일국사회주의를 내세우며 1928년에는 경제 발전 5개년 계획을 발표하였다. 또한 그 과정에서 레프 트로츠키를 외국으로 추방하였고, 이후 멕시코에서 트로츠키를 살해하는 등 반대파를 60~200만여 명 숙청하였다.

### 제2차 세계 대전

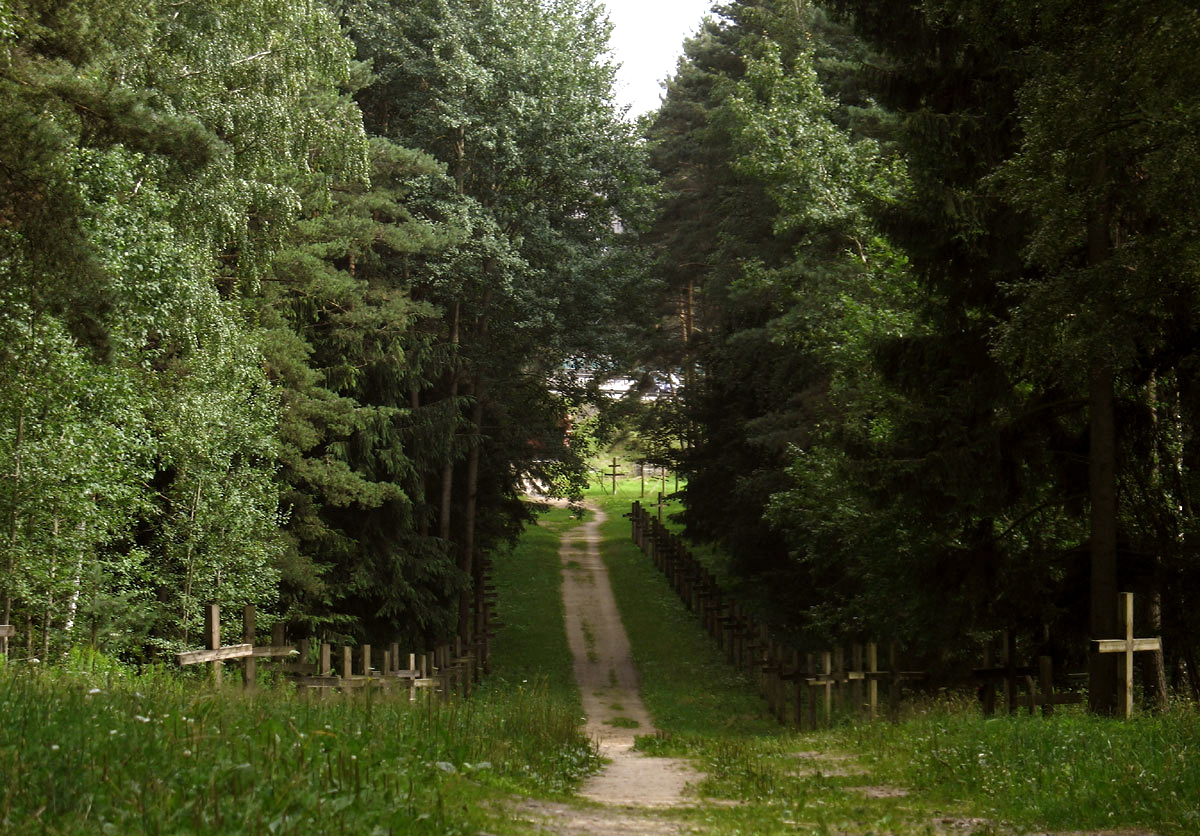
벨라루스의 쿠로파트키 숲은 구소련에서 가장 큰 규모의 정치 탄압 희생자 묘지입니다. 소련 붕괴 후 기록 보관소가 일반에 공개되면서 25만 명이 소련 비밀경찰에 의해 살해되고 비밀리에 매장되었다는 사실이 알려졌습니다. 1990년대에는 이곳에 야외 추모비가 건립되었습니다.

1933년 1월 아돌프 히틀러가 독일의 정권을 잡았고 히틀러가 이끄는 나치 독일은 중앙유럽 일대를 독일인의 생활권(독일어: Lebensraum 레벤스라움)으로 만들어야 한다고 주장했다. 반면 스탈린은 중앙유럽, 동유럽 국가를 공산화하여 위성 국가로 두고 싶어 했는데, 소련과 독일은 결국 중앙유럽의 지배권을 둘러싸고 충돌하게 된다. 1939년 8월 소련과 나치 독일은 독소 불가침조약을 맺고, 그 해 9월 1일 나치 독일이 폴란드를 침공하자 소련도 9월 17일 폴란드를 침공하였고 독일과 소련은 폴란드의 영토를 점령하였다. 이어 소련은 1940년에는 핀란드의 영토를 빼앗았고 발트 3국까지 탈환하였다. 그러나 1941년 6월 22일 나치 독일은 독소 불가침조약을 파기, 독일과 소련 사이에 전쟁(대조국전쟁)이 발발했다. 그 결과로써 소련은 연합국에 참전하게 되었다. 초기에는 독일군이 우세하여 소련의 수도 모스크바 근처까지 진격했으나, 쿠르스크 전투 이후 소련군은 전세를 역전시켜 끝내 1945년 4월 30일 나치 독일의 수도 베를린을 함락시키고 독일과의 전쟁에서 승리했다. 소련은 동부 독일을 점령했고 서부 독일을 점령한 프랑스, 영국, 미국과 독일을 분할하여 관리하기로 하였다. 1945년 8월 8일에는 얄타 회담의 협정에 근거해 소-일 불가침조약을 파기, 일본 제국에 선전포고를 하여 일본과 전쟁을 해 승리했다. 제2차 세계 대전에서 승리한 소련은 만주국도 점령했지만 중국공산당에게 주었다. 또한 북위 38도선 이북의 한반도를 점령하였고, 사할린을 얻을 수 있었다.
제2차 세계 대전은 전후 소련 정부의 국가 지도 방향을 결정하는 중추적인 역할을 했다. 소련 정부는 많은 공산주의자들이 부르주아적 사상이라고 평가했던 애국주의와 민족주의를 강조하면서 소련인을 하나로 단결시켰다. 그리고 기존에 국교로서 인정하지 않았던 러시아 정교회의 지위를 회복시켰고, 소련군의 명칭을 붉은 군대에서 소비에트군으로, 국가를 국제공산당가인 인터내셔널가에서 소련 찬가로 바꾸면서, "프롤레타리아에게는 조국이 없다."는 공산주의의 기본 이념을 깨뜨렸다.

### 냉전

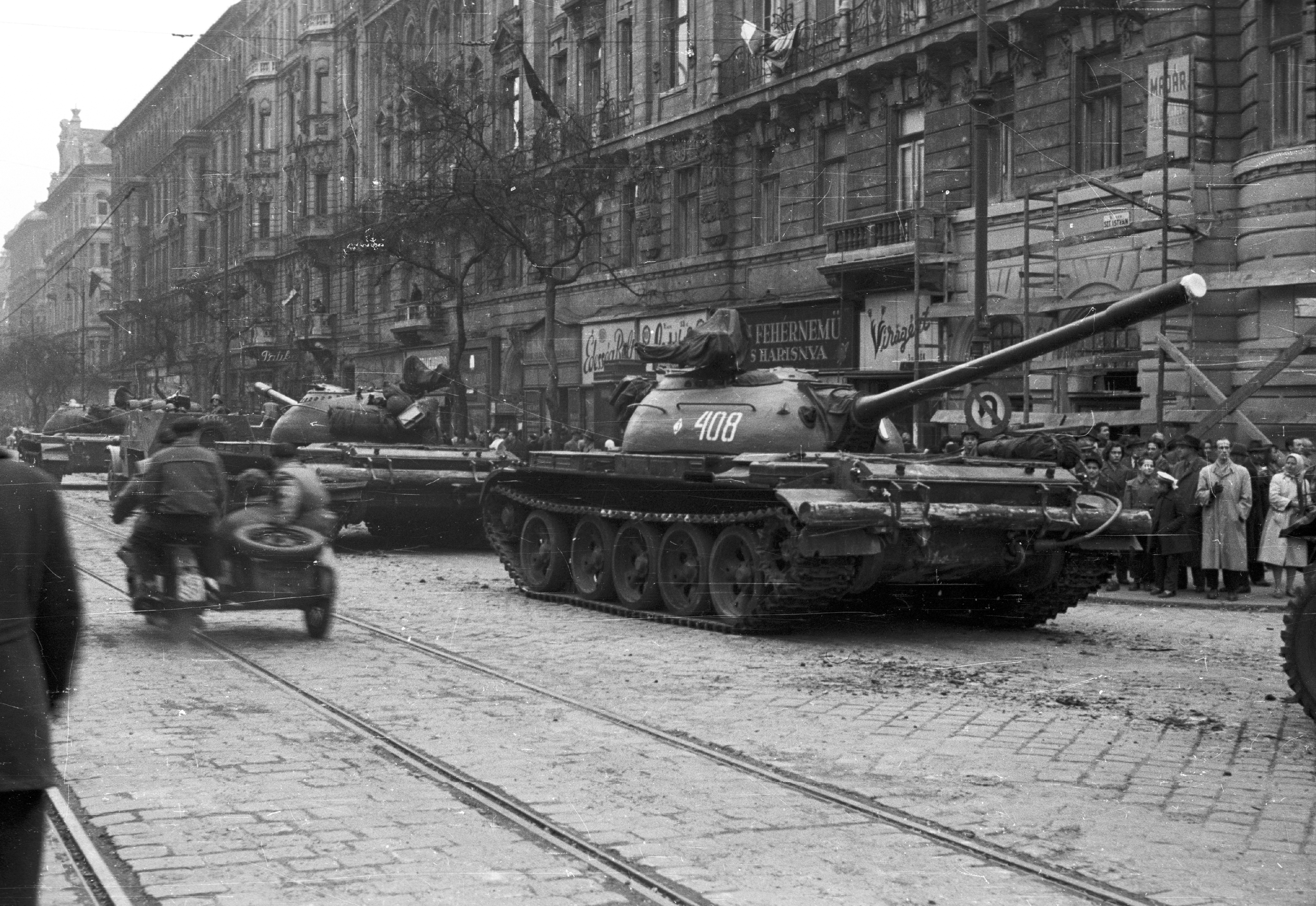
헝가리 봉기 때 부다페스트로 입성하는 소련군 (1956년)

소련의 중앙유럽, 동유럽 점령 이후 중앙유럽과 동유럽 여러 나라에서는 연이어 공산주의 정부가 들어서 차츰 소련의 위성 국가가 되어갔다. 이들은 1955년 바르샤바 조약 기구를 결성, 미국을 비롯한 자유 진영에 맞서려고 했다. 미국은 이에 대항하기 위해 마셜 플랜을 발표, 서유럽의 경제 부흥을 도우려고 했다. 또, 북대서양 조약 기구를 창설하여 이 과정에서 양 진영은 대립하게 되었는데, 이로부터 냉전이 시작되었다.
1953년 스탈린의 사망 이후 등장한 흐루쇼프는 스탈린 격하운동을 벌여 전체주의 독재 정책을 크게 누그러뜨렸다. 그러나 소련은 여전히 경찰국가였다.
또한, 1956년에 소련은 부다페스트 봉기를 무력으로 진압했다.
제2차 세계 대전 이후 소련과 미국과는 직접적인 전쟁이 일어나지는 않았으나, 베를린 봉쇄 등의 적대 행동이나 한국전쟁이나 베트남 전쟁 등, 세계 각지에서의 대리전쟁이라고 하는 형태로 냉전으로 불리는 대립 관계가 형성되었다. 특히 계속되는 무기 개발과 비용 증액과 또한 핵개발 경쟁은 세계를 핵전쟁의 공포로 몰아넣었다.(1962년의 쿠바 위기 등).
1960년대에 들어와 흐루쇼프 체제가 안정되면서 미국과의 관계는 다소 개선되었다. 그러나 흐루쇼프의 개혁 노선에 회의적이었던 마오쩌둥(毛澤東, 1893~1976)이 이끄는 중국과의 관계는 반대로 악화되면서 중소국경분쟁이 일어나서 소련붕괴까지 국경을 정하지 못했다.

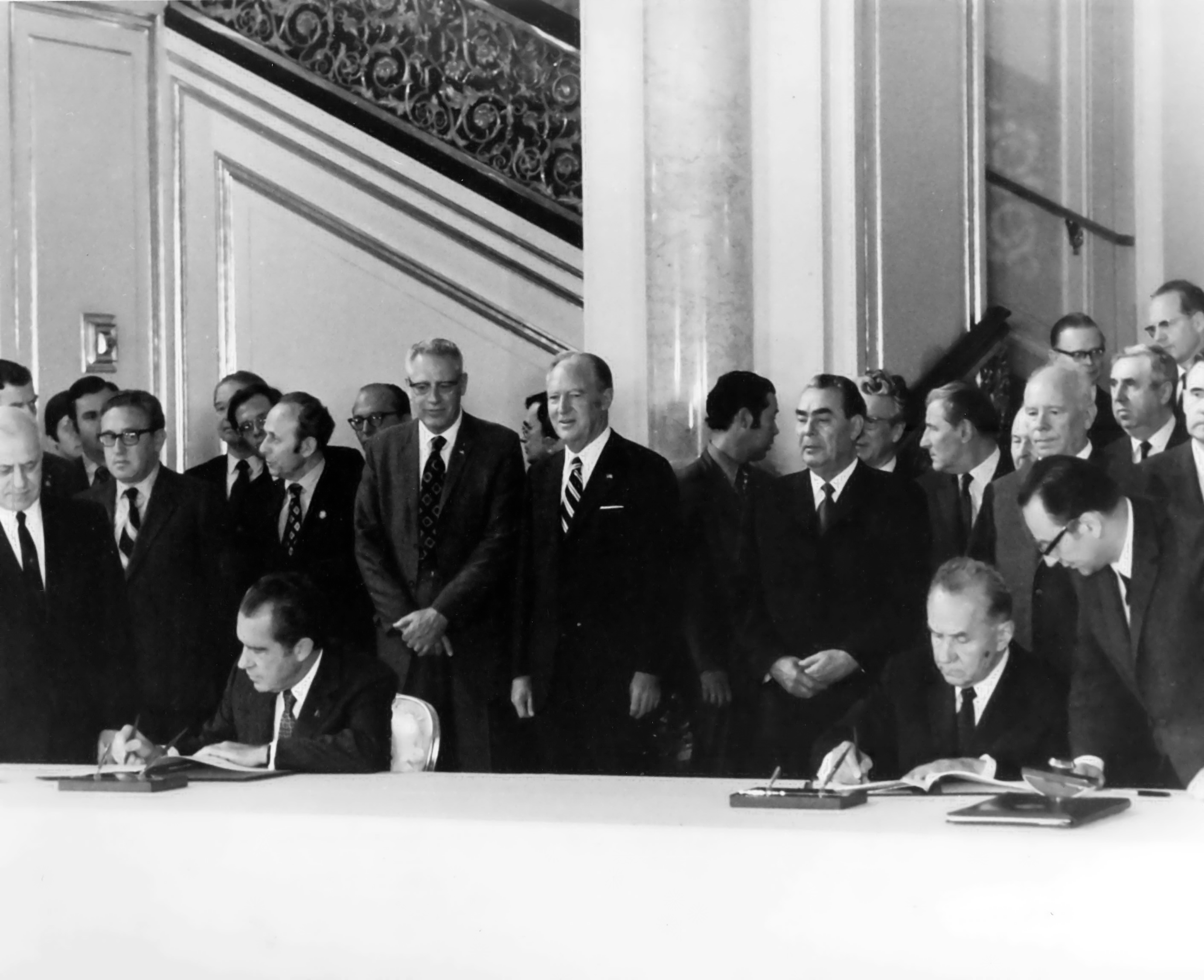
리처드 닉슨 미국 대통령과 알렉세이 코시긴 소련 수상이 양국간 과학 기술 협정 동의서에 조인하는 모습 (1972년)

1964년에 실각한 흐루쇼프에 이어 레오니트 브레즈네프가 소련의 지도자가 된 이후, 식료품이나 연료, 생활필수품의 공급 부족으로 국민 생활이 어려워졌다. 1968년 8월에는 체코슬로바키아에서 프라하의 봄이라고 불리는 민주화 운동이 일어나자 소련은 무력으로 민주화 운동을 진압했다.

### 아프가니스탄 침공
1979년 12월 27일에 브레즈네프는 아프가니스탄에 공산정권을 수립하려고 아프가니스탄 침공을 실시했지만 이는 모스크바에서 개최되는 1980년 하계 올림픽에 대한 서방 여러 국가들의 대량 보이콧을 부르게 되었다. 이 전쟁은 1989년까지 계속되어 소련의 국제 사회로부터의 고립을 불렀던 것뿐 아니라, 막대한 전비를 지출했기 때문에 경제를 압박하는 결과를 낳았다.

### 페레스트로이카

미하일 고르바초프와 로널드 레이건의 회담 (1985년)

1982년 11월 브레즈네프가 죽고 유리 안드로포프가 소련의 지도자가 되었다. 그러나 1984년 2월 안드로포프가 죽고 안드로포프를 승계한 콘스탄틴 체르넨코마저 1985년 3월에 죽자, 54세의 미하일 고르바초프가 소련의 지도자가 되었다. 고르바초프는 1970년대 초부터 시작된 소련의 경제 침체를 타개하기 위해 페레스트로이카(재건, 개혁)와 글라스노스트(정보 공개, 개방)가 진행되었다. 또한 부패한 정치체제의 개혁이 추진되어, 1990년에 지금까지의 소련 공산당 1당 독재 대신 복수 정당제와 대통령제가 도입되었다.
또한 고르바초프 집권 후 소련의 개혁에 영향을 받아 중앙유럽 위성 국가들에도 민주화 운동이 일어나, 1989년부터 1990년 사이에 동독, 폴란드, 헝가리, 체코슬로바키아 등 소련의 위성 국가들이 연이어 민주화를 달성한 동유럽 혁명이 일어났다. 거의 대부분은 무혈 혁명이었지만 루마니아에서는 유혈 혁명이 일어나 1989년 12월 25일 독재자 니콜라에 차우셰스쿠가 즉석 재판에서 총살당하였다.
동구권의 붕괴로 냉전은 사실상 종식되었다. 1989년 12월 3일 몰타 회담에서 고르바초프와 미국의 조지 H. W. 부시 대통령은 냉전이 종결되었다는 선언을 하였다.

### 해체
고르바초프는 유럽에 대해 관대한 입장을 보였지만 소련 영토에 대해서는 그렇지 않았는데, 1991년 라트비아와 리투아니아에서 유혈 사태가 일어나자 친선 관계를 유지하고자 노력하던 부시조차도 그에게 다시 폭력이 발생하면 경제 관계가 동결될 것이라며 개인적으로 경고하였다. 변화의 흐름을 받아들여야만 했던 고르바초프는 결국 서기장에서 사임하고 소련 공산당을 해산하였고 소련의 붕괴만은 막으려 하였으나 막지 못하였다. 소련은 1991년 12월 25일 고르바초프 대통령이 사임하면서 공식적으로 해체되었다.

## 지리
소련은 유럽 대륙의 동부와 아시아 대륙의 북부를 차지하였다. 그 영토의 거의 대부분은 북위 50도 이북에 있었다. 또한 소련은 22,402,200 km2의 면적을 차지하여 세계 제1의 넓은 영토를 자랑했으며, 그 면적은 지구의 육지 면적의 1/6에 달하였다. 소련의 거대한 영토는 한대, 아한대로부터 아열대에 이르기까지 걸쳐 있었다. 면적의 11%는 경작지, 16%는 초원지대, 41%는 숲, 32%는 (툰드라를 포함한) "기타"로 분류되었다.
유럽 부분은 영토의 4분의 1에 해당하였고, 이 부분은 소련의 문화적, 경제적 중심이었다. 동쪽의 영토는 태평양에 닿고, 남쪽으로는 아프가니스탄과 마주 하고 있었다. 아시아 부분의 인구는 유럽 부분 보다 적었다. 소련 서부의 그단스크만의 칼리닌그라드로부터 동부의 베링 해협에 있는 라트마노바 섬 사이의 거리는 1만km가 넘었으며, 소련의 영토는 동서로 1만 킬로미터에 11개의 시간대에 걸쳐 있었으며, 4개의 기후대(한대 기후, 냉대 기후, 온대 기후, 건조 기후)가 걸쳐 있었다.
1991년 당시, 소련은 서쪽으로 노르웨이, 핀란드, 폴란드, 체코슬로바키아, 헝가리, 루마니아, 남쪽으로는 터키, 이란, 아프가니스탄, 중국, 몽골, 북한과 육상의 국경을 접하고 있었다.
소련의 국경은 세계에서 가장 길어 약 6만 킬로미터에 달하였다. 국경선의 길이 중 3분의 2는 해안선이 차지하고 있었다. 1945년부터 1991년까지 소련의 국경은 아프가니스탄, 중화인민공화국, 체코슬로바키아, 핀란드, 헝가리, 이란, 몽골, 조선민주주의인민공화국, 노르웨이, 폴란드, 루마니아, 터키와 접하였다. 해상 국경으로는 베링 해협으로 미국의 알래스카주와 마주보고 있었으며 소야 해협을 두고 일본의 홋카이도와 접해 있었으며, 북극해를 두고 덴마크의 그린란드 및 캐나다와 접했다.

### 소련의 극점
| 극점 이름         | 좌표                                                              | 주석                 |
| ----------------- | ----------------------------------------------------------------- | -------------------- |
| 콤무니즘봉        | 북위 38° 55′ 동경 72° 01′  / 북위 38.917° 동경 72.017°            | 소련의 최고봉(7495m) |
| 아프가니스탄 국경 | 북위 35° 07′ 45″ 동경 62° 18′ 25″ / 북위 35.12917° 동경 62.30694° | 소련의 극남          |
| 북극해            | 북위 81° 52′ 동경 58° 45′  / 북위 81.867° 동경 58.750°            | 소련의 극북          |
| 라트마노프섬      | 북위 65° 45′ 서경 169° 05′  / 북위 65.750° 서경 169.083°          | 소련의 극동          |
| 발트해 연안 지역  | 북위 54° 27′ 동경 19° 38′  / 북위 54.450° 동경 19.633°            | 소련의 극서          |

## 구성국
소련은 15개의 공화국으로 이루어져 있었다. 이들은 독자적인 헌법, 최고회의를 가지고 있었다.
인구 100만이 되지 않는 민족은 그 규모에 따라 자치 공화국(ASSR), 자치주, 자치관구를 이루었다.
소련의 15개 공화국은 소련의 붕괴 이후 모두 독립해서 나라가 되었다.

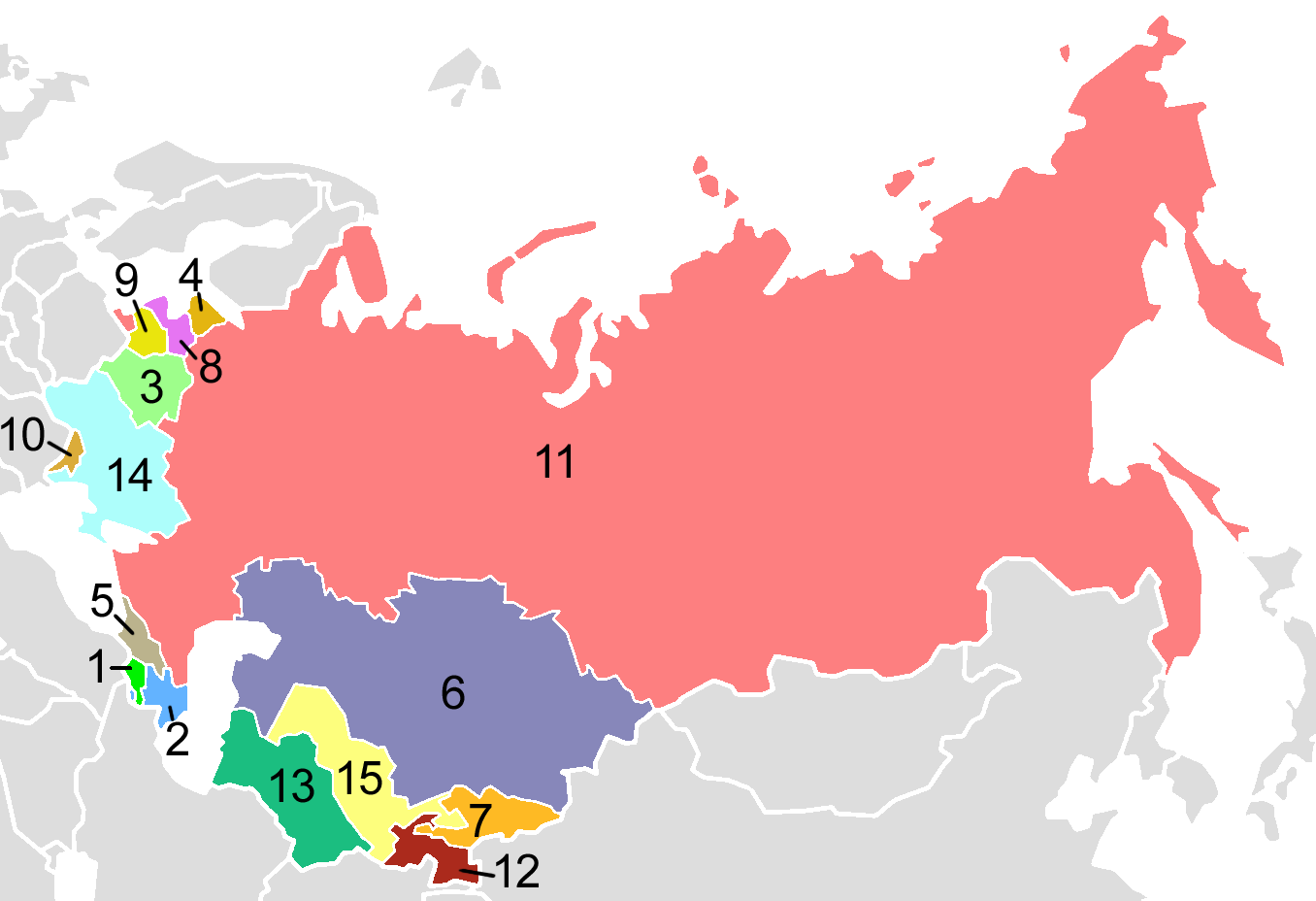
1.아르메니아
2.아제르바이잔
3.벨로루시
4.에스토니아
5.그루지야
6.카자흐
7.키르기스
8.라트비아
9.리투아니아
10.몰도바
11.러시아
12.타지크
13.투르크멘
14.우크라이나
15.우즈베크

### 주요 도시

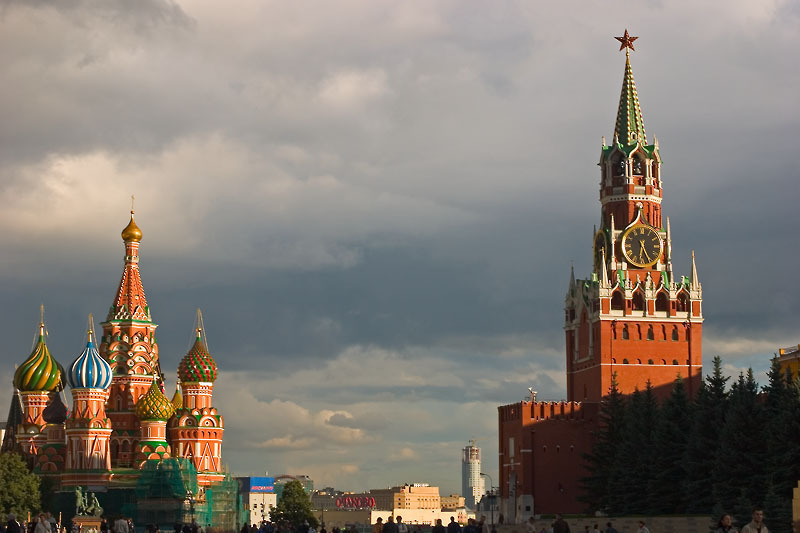
모스크바

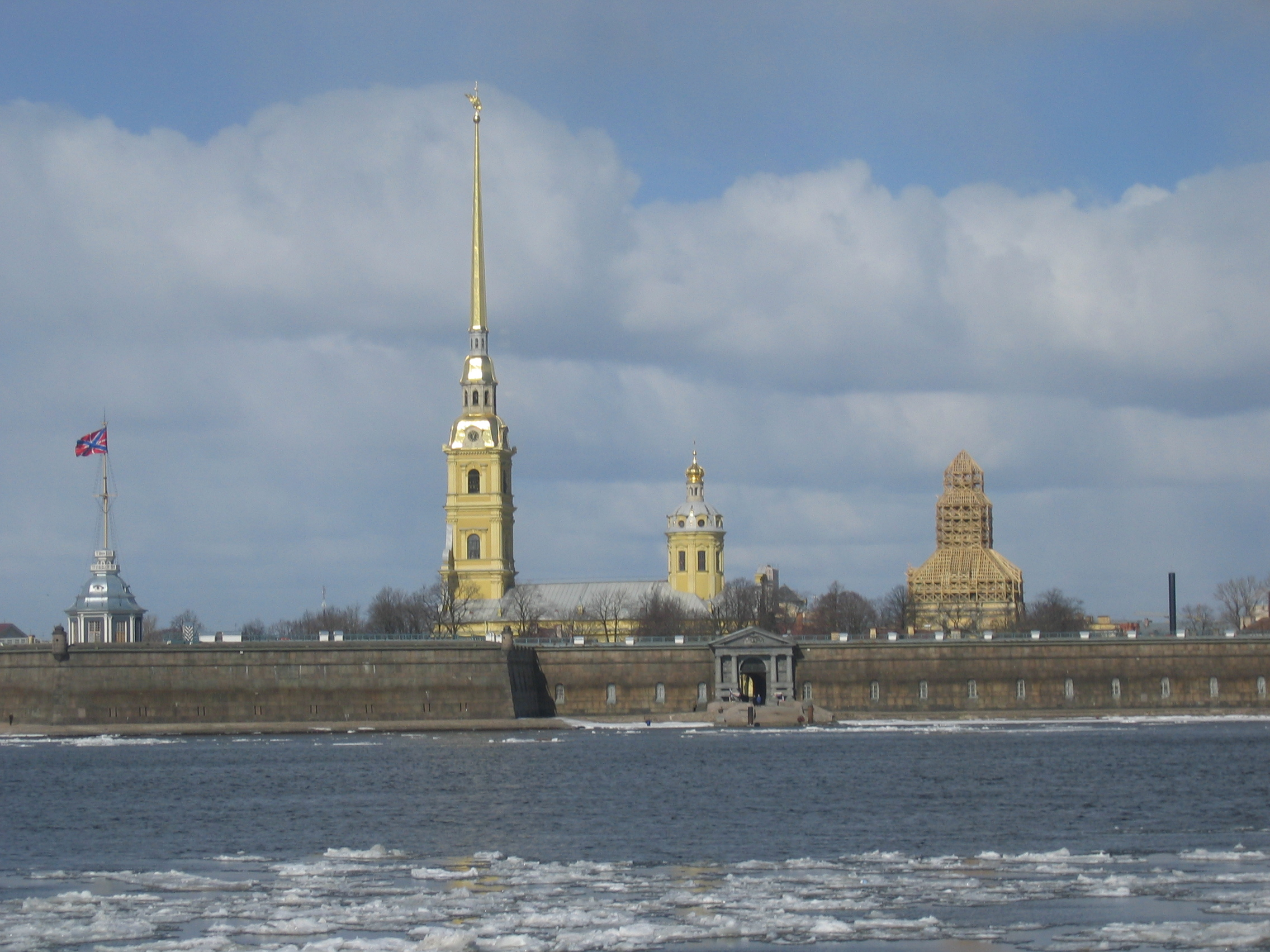
상트페테르부르크

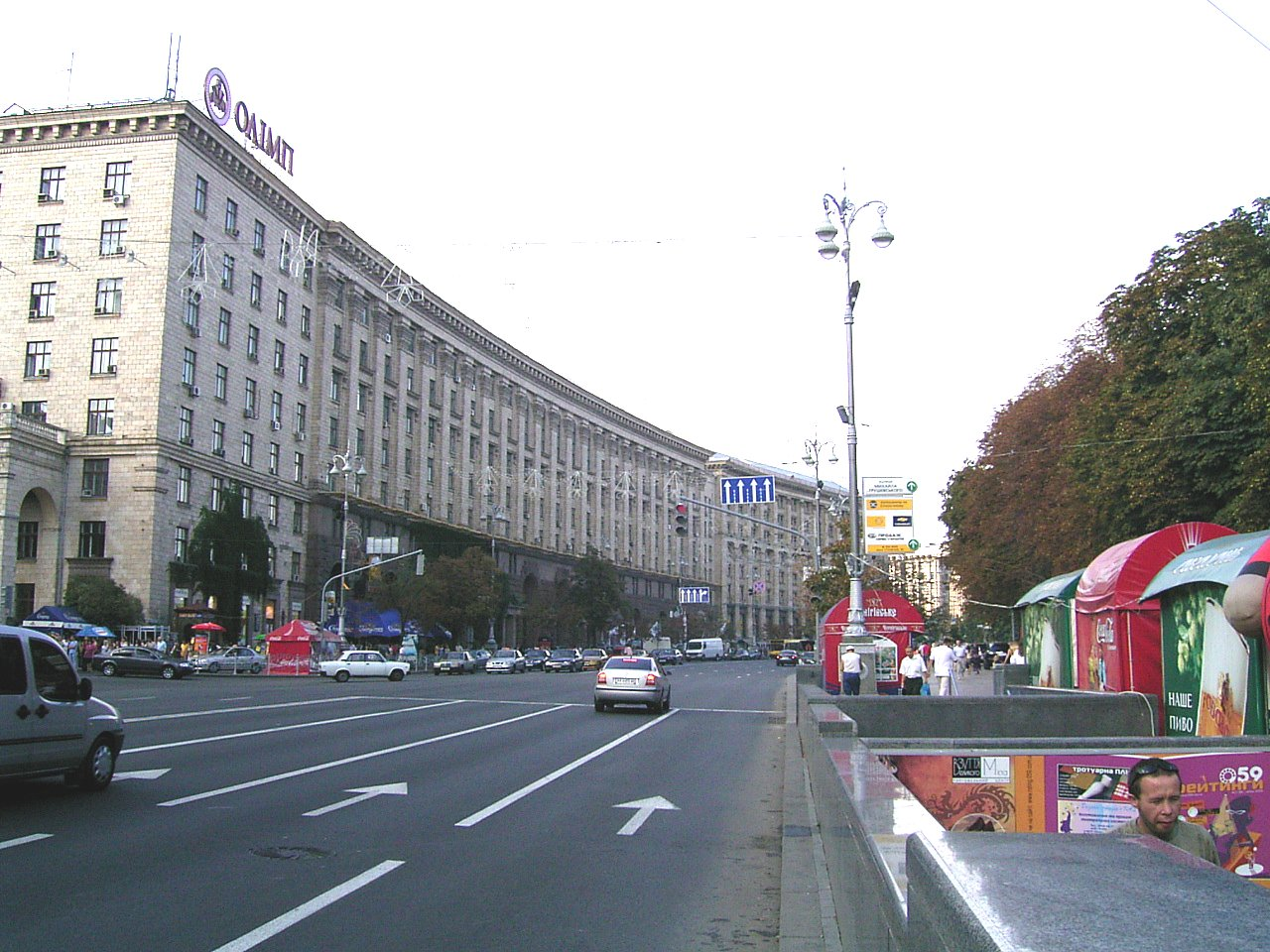
키이우

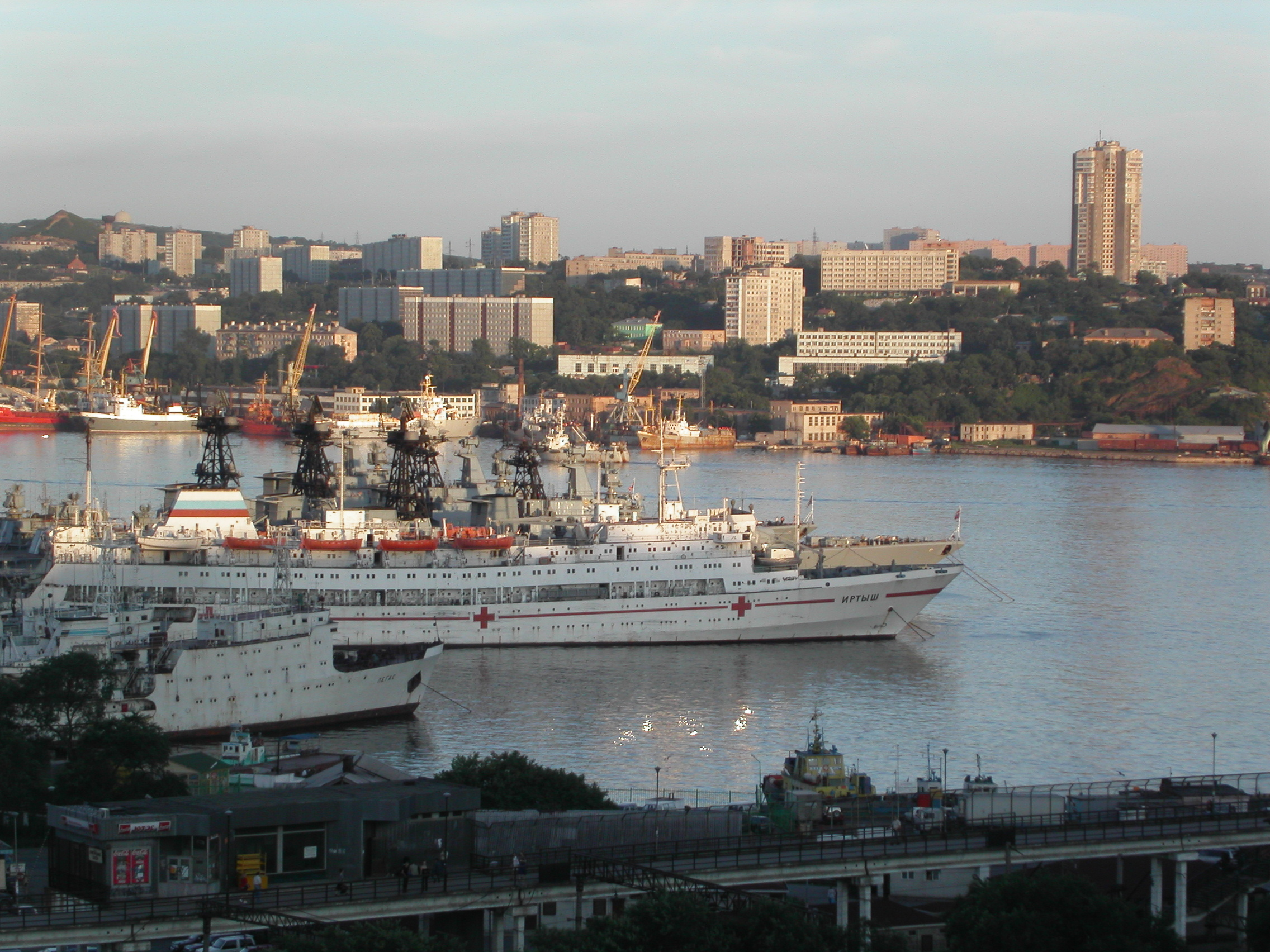
블라디보스토크

- 모스크바
- 레닌그라드
- 키예프
- 타슈켄트
- 민스크
- 츠힌발리
- 트빌리시
- 스탈린그라드
- 스베르들로프스크 (예카테린부르크)
- 블라디보스토크
- 하바로프스크
- 크라스노야르스크
- 이르쿠츠크
- 노보시비르스크
- 첼리노그라드 (누르술탄)
- 카잔
- 우파
- 첼랴빈스크
- 마그니토고르스크
- 옴스크
- 톰스크
- 페름
- 쿠이비셰프 (사마라)
- 고리키 (니즈니노브고르드)
- 아르한겔스크
- 리가
- 바쿠
- 프룬제 (비슈케크)
- 에리반 (예레반)
- 빌뉴스
- 탈린
- 아슈가바트 (아슈하바트)
- 두샨베
- 키시뇨프
- 하리코프
- 심페로폴
- 야쿠츠크

## 정치

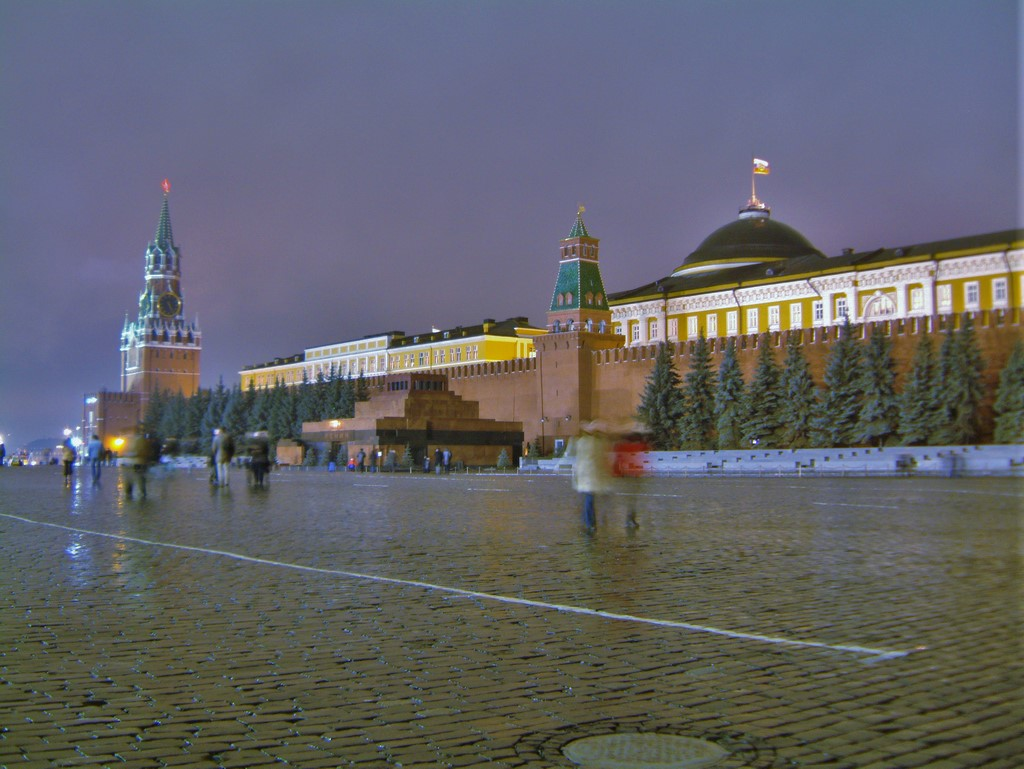
붉은 광장

레닌 시대 초기와 고르바초프 시대 후반의 잠깐을 제외하고는 소련 공산당의 일당 독재가 이루어졌다. 공산당에 의한 일당 독재, 민주집중제, 계획경제를 기초로 하는 이른바 '마르크스-레닌주의'로 불리는 체제는 노동자, 농민 및 인민 계층이 지지하는 정당에 의한 독재 체제이며, 표현이나 집회, 결사의 자유는 사실상 없었다. 이 때문에, 카를 마르크스가 주창한 기존의 마르크스주의의 이상과는 크게 동떨어져 일반 노동자·농민에게 있어서는 지배자가 로마노프 왕조의 차르를 공산당이 대신한 것뿐으로, 정치적으로는 어떤 해방도 되지 않은 체제가 되었다는 평도 있다. 이 때문에 실질적 최고 지도자인 서기장은 「적색 황제」라고도 불렸다. 특히 스탈린 시대에는 숙청으로 많은 사람들이 처형되어 스탈린주의 하의 공산주의는 억압적인 체제와 동일시되었다.
고르바초프 시대 마지막에 잠시 대통령제를 도입한 것을 제외하고는, 스탈린 시대 이래 소련의 국가 원수는 소비에트 최고 간부 회의의 의장이었으나, 실권은 소련 공산당 서기장에 있었으며 레오니트 브레즈네프 이후의 서기장들은 최고 간부 회의 의장을 겸임하였다. 소련 공산당의 일당 독재는 1991년 8월의 쿠데타가 3일 천하에 그친 뒤 고르바초프 대통령이 소련 공산당을 해체하여 막을 내렸다.
역대 소련의 지도자들은 다음과 같다.

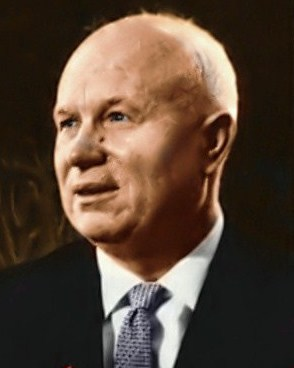
니키타 흐루쇼프 (1961년)

- 블라디미르 레닌 (1922년 ~ 1924년)
- 이오시프 스탈린 (1924년 ~ 1953년)
- 게오르기 말렌코프 (1953년 3월 ~ 1953년 9월)
- 니키타 흐루쇼프 (1953년 ~ 1964년)
- 레오니트 브레즈네프 (1964년 ~ 1982년)
- 유리 안드로포프 (1982년 ~ 1984년)
- 콘스탄틴 체르넨코 (1984년 ~ 1985년)
- 미하일 고르바초프 (1985년 ~ 1991년)

### 내각
내각은 소련 최고 집행 기관이면서 최고 회의의 휘하기관이다. 내각의 수장은 총리이며 소련 공산당 중앙위원회에서 선출한다.
역대 소련의 총리는 다음과 같다.
- 이오시프 스탈린 (1941년 5월 6일 ~ 1945년)
- 이오시프 스탈린 (1945년 ~ 1953년 3월 5일)
- 게오르기 말렌코프 (1953년 ~ 1955년)
- 니콜라이 불가닌 (1955년 ~ 1958년)
- 니키타 흐루쇼프 (1958년 3월 27일 ~ 1964년 10월 14일)
- 미하일 고르바초프 (1985년 ~ 1990년 3월)
- 발렌틴 파블로프 (1991년 1월 14일 ~ 1991년 8월 22일)
- 이반 실라예프 (1991년 9월 6일 ~ 1991년 12월 25일)

### 정치국
정치국(러시아어:Политбюро, 정식 명칭은 소련 공산당 중앙위원회 정치국 러시아어:Политбюро ЦК КПСС)은 소련 공산당의 주요 정책을 결정하는 통치체의 기능을 했다. 이것은 소련 공산당 중앙위원회의 주요 구성원들이 참여했다. 1952년부터 1966년 사이에는 간부회라고 불렸다.
1990년에 열린 제28차 당대회에서는 정치국의 권한을 최고 소비에트로 이양하는 것이 승인되었다. 정치국은 1991년 8월의 쿠데타 실패 직후에 해산되었다.
1987년까지 정치국원은 소련 공산당원만 출마할 수 있었으며, 각 지역에서 하향식 직접 선거를 통해 선출되었다. 마지막 정치국원이 선출되었던 1990년 7월 14일에는 부로케비시우스, 굼바리아제, 고르바초프, 구렌코, 자소호프, 이바시코, 카리모프, 루신쉬, 마살리예프, 모프시샨, 무탈리보프, 나자르바예프, 니야조프, 폴로즈코프, 프로코피예프, 루비크스, 세묘노바, 실라리, 소콜로프, 스트로예프, 프롤로프, 셰닌, 야나예프 등이 정치국원으로 선출되었다.

### 소련 최고평의회
소련 최고평의회(Верховный Совет)는 소련의 최고 권력기관으로 법을 만들고 강력한 권한을 가지고 있었다. 상설 기관으로는 최고평의회 상임위원회를 선출했으며, 최고 회의 간부회 의장이 소련 국가 원수였다.
연방평의회(연방원)와 민족평의회(민족원)의 양원제를 택했으며, 임기는 모두 5년이었다. 연방 회의는 30만 명을 1개 선거구로 한 소선거구제를 택했고, 민족 회의는 각 민족별 인구를 반영해 설치했다. 그 대의원은 소련의 15개 공화국, 11개 자치공화국, 5개의 자치구 및 민족관구에서 선출되었다.

## 경제

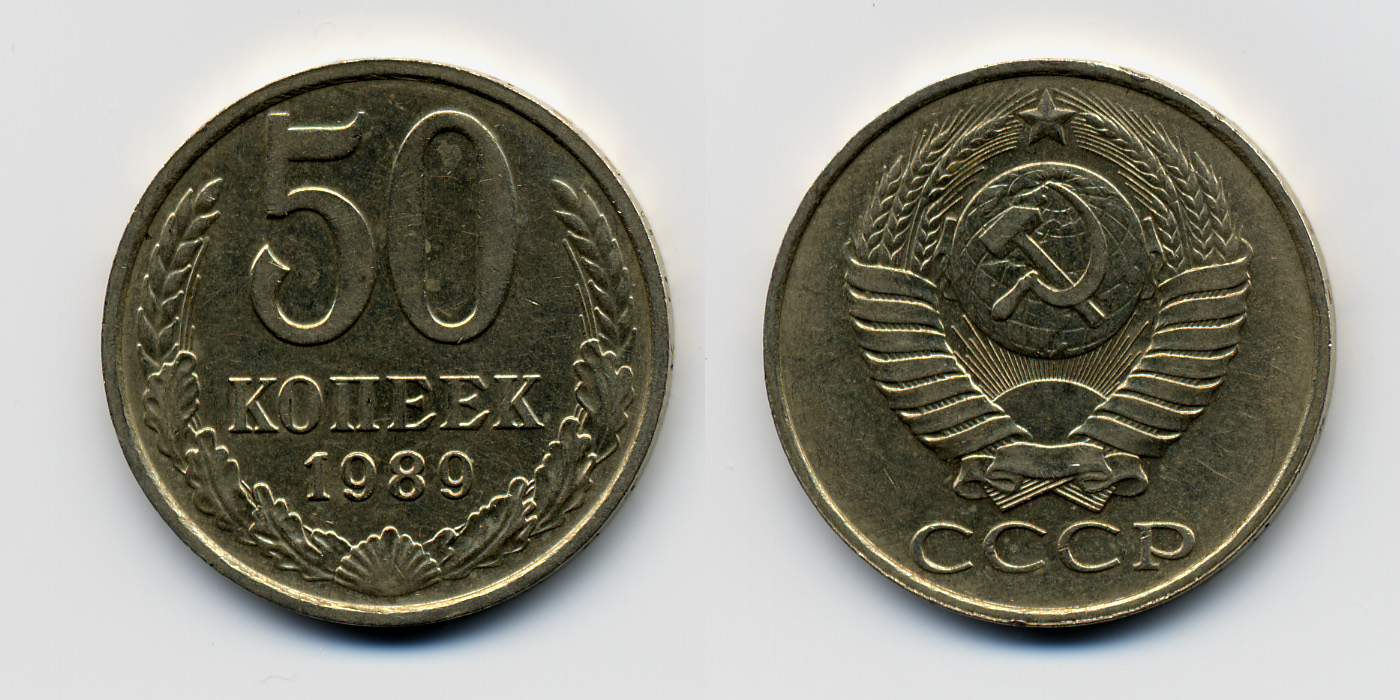
1989년, 소련의 50코페이카 동전

소련은 세계 2위(1985년 GDP 2조 2,000억 달러, 세계 2위)의 경제 대국이었다. 1인당 GDP는 약 9,300$(1990년 기준, 세계 31위)에 달했다. 소련은 생산 노동자에 한하여 주 35시간 근로제를 채택했으며, 농업에 종사하는 노동자의 경우는 특별한 경우에만 한하여 주 41시간 근로까지 허용했다. 경제력에 관련해서 소련은 군수산업, 산업정비기기산업 부문에서 그 규모가 세계 1위였으며, 1986년 고르바초프가 혼합 경제를 받아들였다. 1965년 이전까지는 소련의 경제는 고스플란이 통제하였으나, 1965년 이후부터는 고스플란의 역할이 축소되고, 각 생산 수단을 맡은 경영인들의 역할이 중시되었다. 농민들은 콜호스에서 일을 했다.
1920년대에 일어난 러시아 내전은 소련 경제를 피폐화했다. 이러한 상태에서 계획 경제의 문제점이 크게 부각되자, 레닌이 자본주의를 도입하여 "신경제정책"을 실시하였다. 경제가 안정된 후 소련은 다시 계획 경제로 경제를 운용하였으며, 1930년대 스탈린이 추진한 5개년 계획이 성공하면서 거대한 경제 발전을 이룩했다. 1930년대에 대공황으로 자본주의 국가들은 심각한 불황에 시달렸지만 소련은 대공황의 영향을 받지 않았고 아주 높은 경제 성장률을 기록하여 1938년에는 세계 2위의 경제 대국이 되었다. 그러나 1925년부터 지속된 계획 경제는 소련의 농민들을 수탈하여 인명을 대거 희생시켰고, 노동자들에게는 과도한 중노동 부담를 안겼다. 이러한 중노동으로 인해 중앙 계획경제에 대한 노동자들의 불만이 생겼고, 이를 해결하기 위해 1965년에는 독립채산제를 시행하여 혼합 경제 체제를 받아들였다.
제2차 세계 대전 종전 이후에도 소련의 경제는 크게 발전했다. 소련은 1950년대에도 아주 높은 경제 성장률을 기록했고 1960년대까지 소련은 높은 경제 성장률을 기록했지만 1970년대부터 소련의 경제는 침체되기 시작했다.
1986년 서기장 미하일 고르바초프(소련의 마지막 서기장이자 소련의 초대 대통령)는 혼합 경제를 받아들였다.

### 소비재

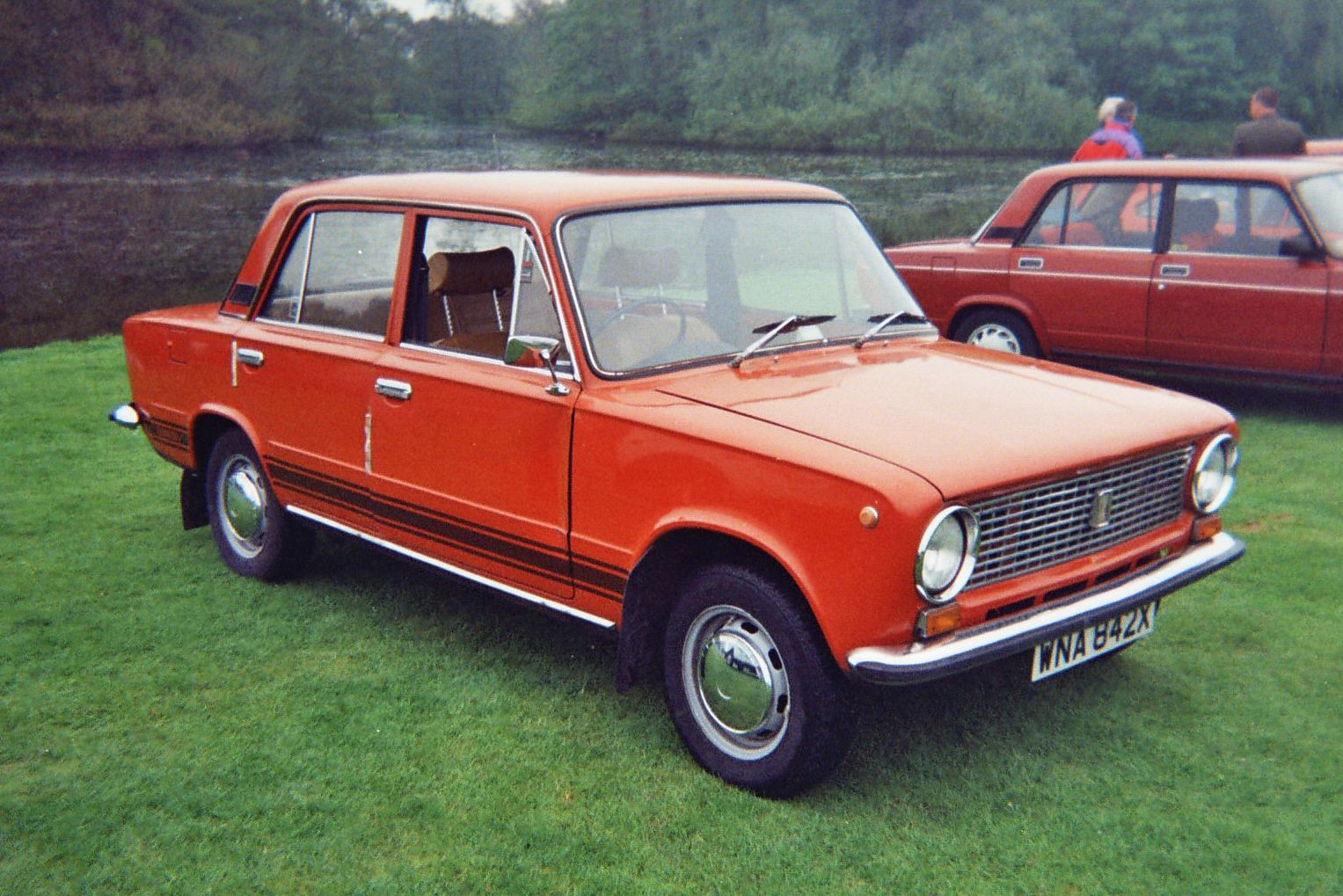
대중차 라다(ЛАДА) 1200

군사에 투자되는 자금에 비해 국민 생활에 필요한 전자제품이나 소비재의 개발과 생산, 물류의 정비는 소홀히 다루어졌다.
서방의 전자제품이나 화장품, 의류 등의 소비재의 수입, 유통은 원칙적으로 금지되었지만, 모스크바 등의 대도시에만 설치된 굼(GUM) 등의 외화 전용 백화점에서 구입하는 것이 가능했다. 그러나 실제로 그것들을 구입할 수 있는 것은 외국인이나 공산당 간부와 그 가족뿐이었다.

### 무역
소련의 서방 수출은, 농산물이나 어패류 등의 제1차 상품, 원유나 천연가스 등의 에너지 자원이 대부분이었다. 통화인 루블 자체도 국외에서 통화로서의 가치가 낮았기 때문에 서방과의 무역수지는 대개 적자였거나 매우 적었다.
그에 비해 동유럽에 위치한 소비에트 위성국이나 공산국가들과의 무역은 1차 상품이나 에너지 자원은 물론, 전자제품이나 소비재, 공작기계로부터 자동차, 항공기 등의 군사 물자까지도 수출되었다. 또한 그 대부분의 물자가 사실상의 원조품으로서 무상에 가까운 형태로 공급되었다.

### 공업

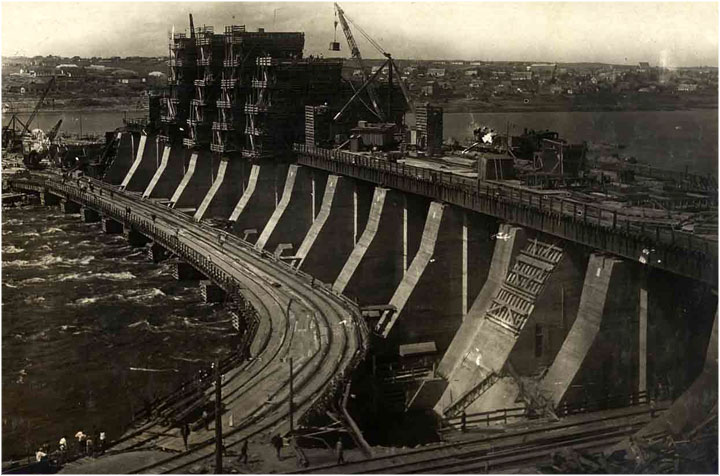
드네프르강의 댐 건설, 1934년.

이오시프 스탈린은 1928년부터 5개년 계획을 실시하면서 콤비나트 공업지대를 만들었다. 유명한 콤비나트로는 드네프르 콤비나트, 앙가라-바이칼 콤비나트, 우랄 콤비나트, 쿠즈네츠크 콤비나트 등이 있다.
소련은 중공업에 치중하였기 때문에 국민의 생활에 밀접하게 관계되는 경공업 생필품의 질은 서방 세계에 비해 떨어졌다.
소련은 천연가스와 석유를 세계에서 제일 많이 생산하는 국가였다.

### 농업
소련의 농업은 거의 대부분 솝호스(Sovkhoz)와 콜호스(Kholkoz)를 통해 이루어졌다. 솝호스는 Sovetskoe khozyaistvo(소비에트 농장)의 약칭으로, 거대한 국영농장이었다. 솝호스의 농작물 생산은 국가의 계획에 따라 결정되었다. 생산하는 농작물은 수매 가격까지도 국가의 결정에 따라 정해졌다.
콜호스는 집단농장으로, 1928년에 시작된 이오시프 스탈린의 제1차 5개년 계획에 따라 만들어졌다. 콜호스는 국유지를 무료로 사용하고 경작을 실시했으며 이에 따라 부농을 의미하는 쿨라크가 일소되었다. 농기구나 가축 등은 공유되었으며 생산물은 국가에 매각되었다.
각 개인의 주택에 부속된 소규모 농지에서 채소의 재배, 가축의 사육이 가능했고 개인이 생산한 생산물은 자유롭게 판매해도 되었다. 생산력 향상이 농민의 수입 증가에 직접 연결되는 이 자류지 재배는 국영농장보다 높은 효율성을 나타내서 취약한 소련 농업에 도움이 되었다.

## 국경일
| 날짜                | 한국어 이름      | 러시아어 이름                                | 변경 사항                                       |
| ------------------- | ---------------- | -------------------------------------------- | ----------------------------------------------- |
| 1월 1일             | 새해             | Новый Год                                    |                                                 |
| 2월 23일            | 소련군의 날      | День Советской Армии и Военно-Морского Флота | 1918년 붉은 군대(Красная Армия)의 창설          |
| 3월 8일             | 국제 여성의 날   | Международный Женский День                   |                                                 |
| 5월 1일             | 국제 노동자의 날 | Первое Мая - День Солидарности Трудящихся    |                                                 |
| 5월 9일             | 승리의 날        | День Победы                                  | 1945년 나치 독일의 항복                         |
| 11월 7일 ~ 11월 8일 | 10월 혁명        | Седьмое Ноября                               | 1917년 10월 혁명; День Примирения이라고도 불림. |

## 군사

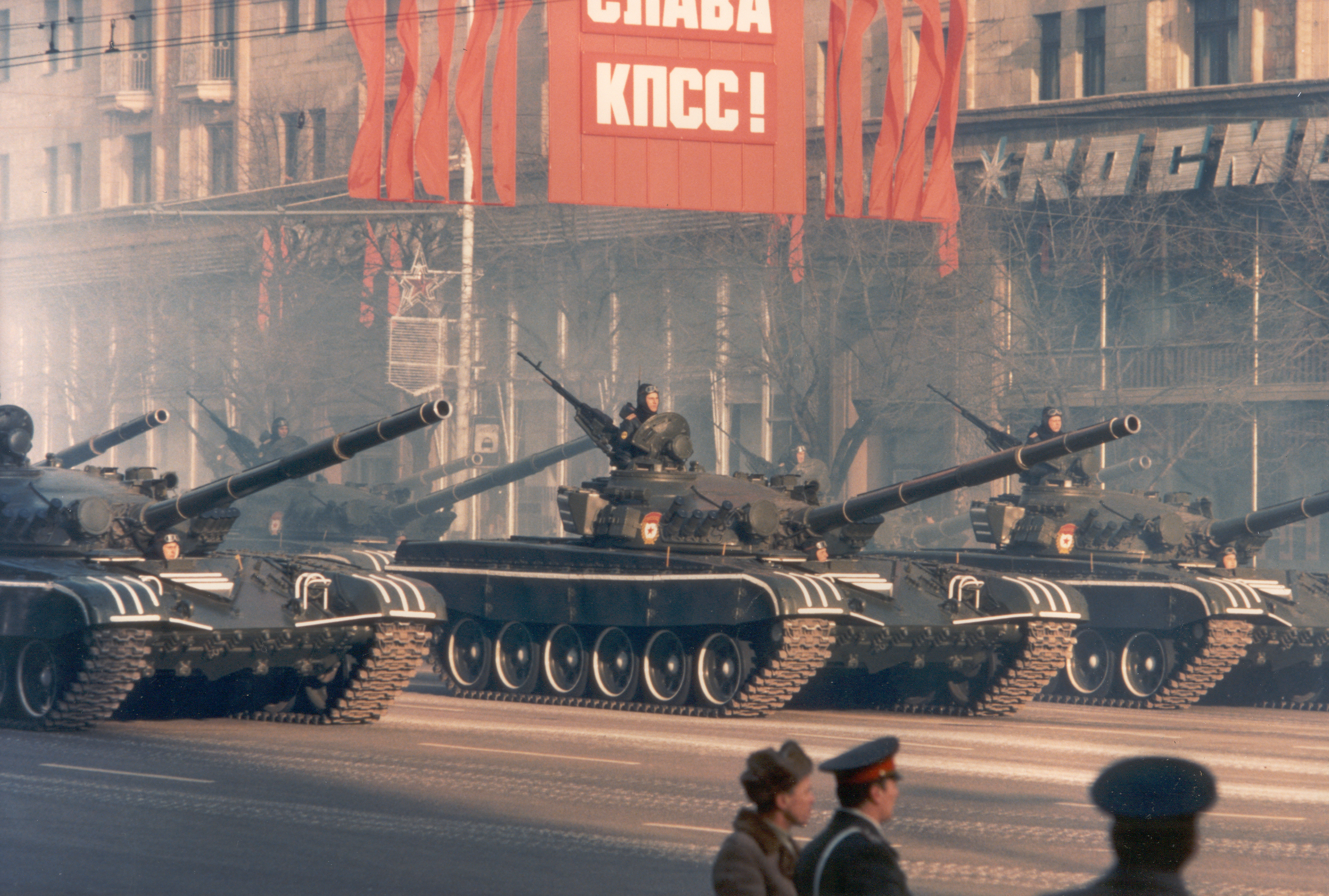
1983년 혁명 축하 군사 퍼레이드

소련은 미국을 필두로 하는 자본주의 진영에 대항하기 위하여, 재래식 무기 이외에도 1949년에 원자 폭탄을 만들었고 1953년에는 수소 폭탄을 만들었다. 1961년에는 가장 큰 폭탄 차르 봄바를 만들었다. 그리고 소련은 1957년 세계 최초로 대륙간 탄도 미사일을 많이 만들었고 많은 핵잠수함을 배치하여 세계1위를 미국과 경쟁할정도로 강력한 군사력을 유지하고 있었다.

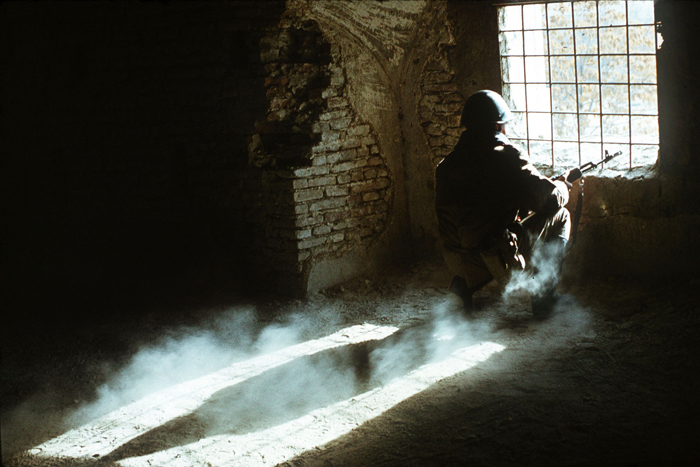
아프가니스탄에서 싸우는 소련군 병사, 1988년.

그러나 이렇게 강력한 군사력을 유지하기 위하여서 막대한 예산이 필요하였으며, 이는 국민들의 생활을 피폐하게 하였다. 그리고 1979년부터 10년 동안 계속된 아프가니스탄 침공은 소련의 국제사회로부터의 고립을 불러왔다. 또한 대한항공 007기 격추사건과 같은 타국의 민간기 격추 사건을 일으키는 등 관료주의와 권위주의는 서방 여러 나라의 반발을 샀다.
또한 소련은 중앙유럽의 위성 국가들과 바르샤바 조약기구를 결성하여 자본주의 진영과 대립하였으며, 동시에 회원국 내에서 일어난 반소, 반공 운동에 무력으로 개입하였다. 소련은 동유럽의 위성 국가들과 북한, 중화인민공화국, 쿠바와 베트남 등 사회주의 국가에 각종 무기를 수출하였다.
뿐만 아니라 이러한 나라에 무기와 그 기술을 수출하고 장교 등을 파견하여 군사 훈련을 하여, 그들 나라의 군사 기술의 향상에 기여하였으며, 그 중에는 스파이나 테러리스트의 양성 등도 포함되어 있었다.

### 군사 퍼레이드
소련은 자국의 군사력과 소련군의 위용을 과시하기 위하여 붉은 광장에서 미사일, 탱크와 장갑차까지 동원하여 평균적으로 1년에 한 번씩 군사 퍼레이드를 벌였다.

## 소련의 핵개발
소련은 미국이 맨해튼 계획으로 핵개발을 성공하자 여기에 참가했던 과학자들을 스파이로 만들어서 정보를 입수했고 결국 세계에서 두 번째로 핵개발에 성공하였다.
러시아 제국 시절인 1900년대에 이미 러시아 몇몇 연구기관들은 방사성 동위 원소에 대한 연구를 진행하고 있었고, 이후 들어선 소련은 1930년대부터 핵물리학에 대한 관심을 가지고 있었으며, 이에 대한 연구를 진행하였다. 그러나 1930년대 당시엔 핵물리학 자체가 미지와 이론으로만 존재하던 학문이었고, 이오시프 스탈린의 5개년 계획에서는 핵물리학 같은 실질적인 활용이 힘든 분야보다는 중공업을 활용할 수 있는 일반물리학이나 기계 등에 더 집중했다. 하지만 국가의 존망이 걸린 대조국전쟁이 한창인 1942년에 원자력 기술에 대한 관심이 부활하게 된다.
1942년 4월, 소련 핵물리학자 게오르기 플료로프는 이오시프 스탈린에게 독일·미국·영국의 과학자들이 핵분열 등의 핵물리학 관련 논문들을 작성하지 않거나, 작성되었던 핵물리학 논문들이 사라지는 등의 양상이 보인다는 이야기를 편지로 부친다. 이는 독일은 물론이고, 미국, 영국 역시 핵무기를 개발하고 있다는 유력한 암시였고, 이에 스탈린도 뒤쳐지면 안된다는 생각을 한다. 하지만 무기대여법으로 물자와 무기를 받고 있는데다 독일과의 끝도 없을 것만 같은 총력전이 현실인지라, 스탈린은 방첩/첩보 조직 NKVD를 시켜 정보를 빼오게 했다. 놀랍게도 소련의 핵개발은 독소전쟁의 전황이 불투명했던 1942년부터 시작되었고, 이때 소련은 존망의 기로에 선 상태였다.
그래서 NKVD의 총수인 라브렌티 베리야는 이고리 쿠르차토프를 총수로 하는 핵무기 프로젝트를 가동하게 된다. 맨해튼 계획의 줄리어스 로버트 오펜하이머와 마찬가지로 이고리 쿠르차토프도 당시 40대의 비교적 젊은 과학자였다. 그리고 맨해튼 계획의 페르세우스나 클라우스 푹스 같은 간첩들로부터 정보를 얻어냈다.
이런 첩보들이 도움이 되기는 했지만, 핵무기의 제조는 이러한 단편적 정보보다는 거대한 설비를 건설할 수 있는 기술력과 자금, 이 프로젝트에서 일할 수 있는 과학자가 필요했기 때문에, 독소전쟁으로 엄청난 피해를 입은 소련에게 핵개발의 규모와 어려움은 거의 맨해튼 계획과 별 차이가 없었다. 맨해튼 계획에서도 전체적인 진행상황은 오펜하이머만 알고 있었고, 나머지 과학자들은 그저 자기 맡은 분야만을 알 수 있었기 때문에 이런 간첩들이 빼오는 정보는 매우 제한적이었다. 소련은 자원이 많았기 때문에 이를 구하는 데는 별 어려움은 없었다.
이에 대해서 영국의 사학자 브라이언 모이나한은 이런 말을 했다. "미국인들은 소련이 정상적인 코스를 밟는다면 빨라야 50년대에 핵을 개발할 수 있을 것이라고 예상했다. 그러나 소련은 (미국인들이 생각했던) 정상적인 방식으로 개발하지 않았다." 그런데 소련이 주로 스파이들의 힘으로 핵개발에 성공했다는 시각이 있고, 냉전시기만 해도 소련이 맨해튼 계획을 베껴서 핵개발을 완료할 수 있었다고 기술하고 있었지만, 그것은 편견으로써 소련의 핵개발은 맨해튼 계획의 첩보가 없었어도 완성될 수 있었다는 견해가 있다. 이미 스탈린 시절에 핵개발을 위한 광범위한 인력과 인프라가 건설되었기 때문에, 자원이 풍부한 소련에게 있어서 핵개발은 그리 어려운 문제가 아니었다고 한다. 한편 냉전 종식 직후에 공개된 소련 정보기관원의 증언에 따르면 포섭된 간첩들이 빼낸 정보보다, 포섭되지 않은 과학자들이 소련을 응원하는 차원으로 제공한 조언들이 훨씬 많고 내용도 좋았다고 한다.
소련의 오펜하이머라고 할 수 있는 이고리 쿠르차토프는 연구 회의를 할 때, 이렇게 정보원이 얻어온 단편적 정보를 그저 자신의 아이디어인 것처럼 이야기하면서, 왜 그렇게 되는지 알아보라는 식으로 연구 방향을 이끌었다고 한다. 이는 스파이 활동이 들통나지 않게 하려는 조치였다. 1945년 소련 간첩망은 원자폭탄 초기 설계도 하나를 빼올 수 있었는데, 이것이 정말 도움이 되었는지에 대해서는 의견이 갈린다. 어쨌든 이런 첩보 활동은 수많은 시행착오를 조금이나마 줄이는 데 도움이 되었다. 핵개발과 관련해서 어떤 방향으로 진행할 것이냐에 대해서 알아야 할 것은 매우 많았다. 이런 정보들은 당시에 정확히 알지 못 하니 엄청난 자원을 소모하여 행한 실험을 통해 나온 결과값으로 결정할 수 있었던 게 미국이었다.
하지만 그럴 여력이 없던 소련의 과학자들은 어느 방법을 선택할 것이냐에 대한 결론을 참고할 수 있었기 때문에 자원의 낭비를 줄이고 올바른 길을 적은 비용으로 찾아갈 수 있었다. 물론 다시 한 번 반복하는 얘기지만, 소련 과학자들의 핵분열에 대한 바탕 지식이 없었다면 도움이 안 될 자료들이었지만, 어떤 방법으로 가야하는 지에 대해 많은 고민을 했던 유능한 소련 과학자들에게는 그 정도의 자료로도 도움이 되었다. 물론 소련이 이렇게까지 미국의 원자폭탄에 관한 정보를 수집할 수밖에 없었던 가장 큰 이유가 독소전쟁의 화망에 소련의 원자력 프로그램이 큰 타격을 받았기 때문이었다. 레닌그라드에서는 1939년부터 사이클로트론이 건설되려 했지만 레닌그라드 포위전의 영향으로 중단되었고 모스크바에서 건설되던 사이클로트론 역시 모스크바 공방전의 영향으로 중단되었다. 하르코프 물리-기술 연구소도 1940년, 핵폭발을 이론적으로 증명해냈지만 1년 만에 독일군의 군홧발에 짓밟혀 연구가 중단되었다. 즉, 소련이 악조건 속에서 연구기간을 단축하려면 이러한 정보 수집도 필요했던 것이다.
그리고 열심히 첩보에 공들인 결과 DT 반응을 발표 공표 3년 전에 알아내는 쾌거도 이뤄냈다. 그러나 이미 비탈리 긴즈부르크와 사하로프같은 소련 과학자들이 이 현상을 이미 예측하고 있었다. 그래서 소련의 핵개발에선 이런 첩보뿐만 아니라, 소련 과학자들의 연구도 큰 역할을 했다.
이후 소련은 1946년 12월 25일, 유럽 최초의 원자로인 F-1을 모스크바에 건설했다. 사용된 우라늄은 나치 독일이 우란프로옉트 연구 과정에서 사용되다 압류된 것을 사용했으며 미국으로부터도 일부 수입했다. 그리고 폴란드 인민 공화국, 동독, 체코슬로바키아, 불가리아에서도 우라늄이 채굴되었고 카자흐 SSR에서 대규모 우라늄 광산이 발견되면서 소련의 핵개발은 더욱 탄력을 받게 되었다.
참고로 당시 소련은 핵개발에 필요한 우라늄을 주로 굴라그 죄수를 동원해 얻어냈는데, 광산의 작업 환경이 위험해 사망자들이 많았다. 여기서 광부에 대한 위험 요소로써 단순히 방사선량 노출만 감안하는 것은 순전한 무지의 산물이다. 가공하지 않은 천연 우라늄 광석은 방사선 수치가 매우 낮으므로 딱히 방사능 오염을 우려할 수준은 아니다. 미국에서도 이 천연 우라늄 광석의 채굴은 일반 민간 광부들이 맡았다. 다만 굴라그 죄수가 아니라 핵공장에서 일하던 노동자들은 안전 조치 미비 때문에 방사능 오염으로 상당히 희생되었을 가능성이 높다. 사실 방사능에 대한 위험성에 대한 자각이란 게 1950년대 이후로나 생겨난 것이다.
1948년에는 첼랴빈스크에 마야크 재처리 공장이 건설되어 소련은 본격적으로 군사용 플루토늄을 추출할 수 있는 능력을 거머쥐었다. 핵개발을 감독하던 라브렌티 베리야는 팻 맨과 유사한 내파형 원자폭탄을 개발할 것을 지시했다.
그렇게 해서 카자흐 SSR의 세미팔라틴스크의 실험장에서 1949년 8월 29일날 22kt급의 RDS-1을 터트리고 유럽 최초의 핵보유국으로 등극했다.
그리고 소련은 그 뒤로도 열심히 연구를 계속하여 1953년 8월 12일, 수소폭탄을 개발/시험했다고 발표했으나 사실은 이것 역시 냉전 시절의 프로파간다로써 기껏해야 강화된 핵융합 폭탄에 불과했다. 결국 사하로프가 독자적인 텔러-울람 설계를 만들어내어 1955년 비로소 수소폭탄 실험을 성공시켰다. 그리고 소련은 자신들의 핵무기를 서방 측에 자랑하고 싶어하여 1961년 차르 봄바란 괴물을 만듦으로 핵 역량에 대해서 확고한 우위를 주장하려 했다.
소련은 이런 핵 프로그램을 만들 수 있는 도시들을 모두 비밀도시로 지정했으며, 보통 아톰그라드로 불렀다. 현재도 이 도시들에 위치한 핵 시설들이 가동되고 있다. 이 도시들의 문장은 모두 원자력과 관련이 되어있다.

## 과학
소련은 1950년대 이후 미국과 나라의 위신을 걸고 우주 개발 경쟁을 벌였다. 1957년 소련은 최초의 인공위성 스푸트니크 1호를 쏘아올렸고, 또한 최초의 우주비행사인 유리 가가린, 최초의 여성 우주비행사인 발렌티나 테레시코바 등을 배출하였다. 소련은 보스토크 계획, 소유즈 등 일련의 우주 개발 프로그램을 추진하였고, 장기간 운용하는 우주 정거장 미르 계획을 성공시켰으며, 우주 개발 이외에도 최초의 원자력 발전소인 흑연감속 비등경수 압력관형 원자로를 개발하여 거대과학과 순수과학에 있어서도 소련은 큰 발자취를 남겼다.
또한 소련은 항공기, 잠수함, 탱크 등의 병기공학도 발달하였다. 대표적인 소련의 전투기로는 수호이, 미그를, 항공기로는 일류신, 투폴레프 등을 들 수 있다. 제2차 세계 대전 중에 「스탈린의 오르간」이라고 불리며 독일군이 두려워한 카츄샤 로켓도 개발하였다. 또한 스텔스에도 중요한 이론적 영향을 주었으며, 테트리스 등의 컴퓨터 게임도 개발하였다.

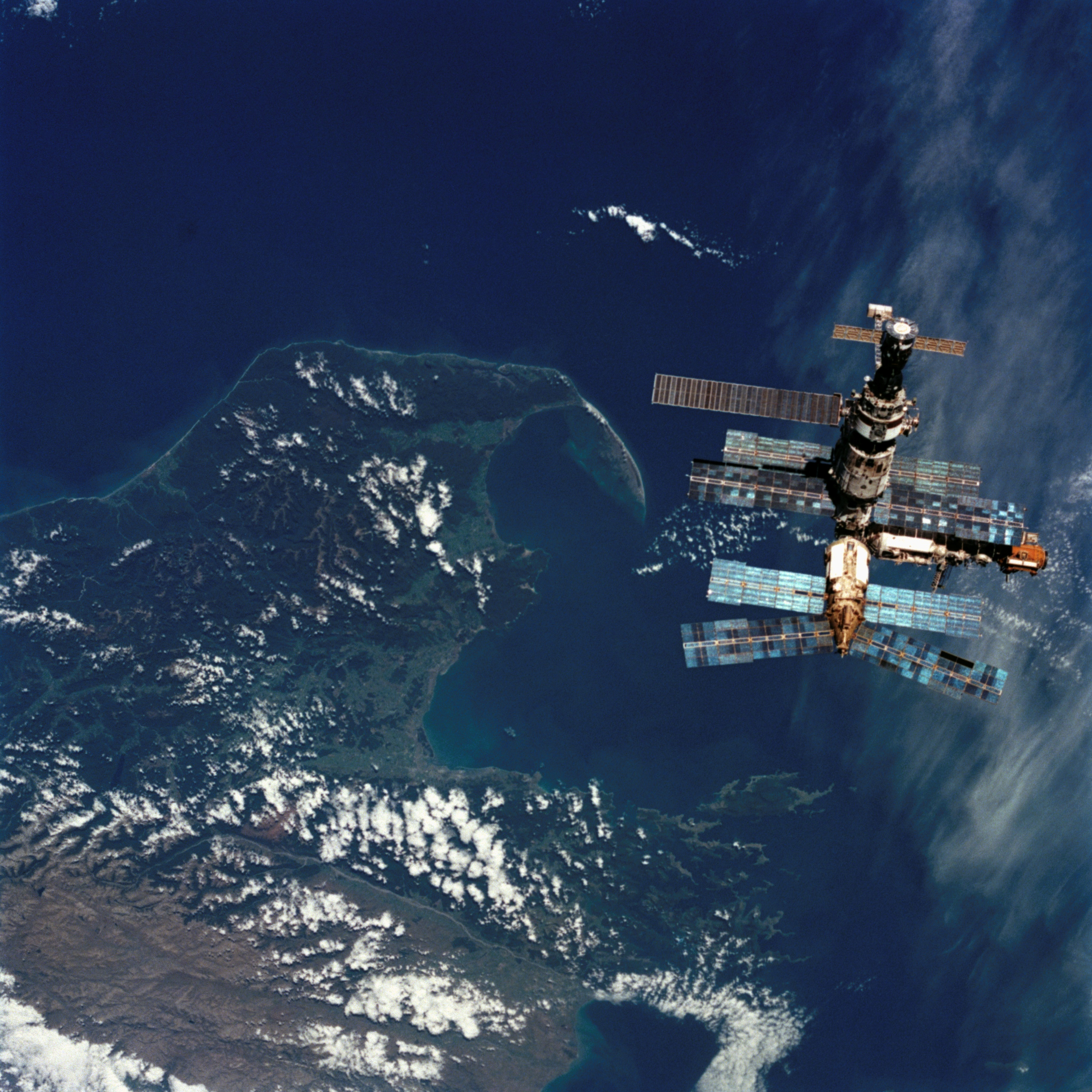
소련의 미르

그러나 소련의 거대과학에 대한 치중은 군사비와 마찬가지로 경제에 상당한 부담을 주었으며, 항공 우주 산업이나 중공업을 우선한 나머지 소비재의 제조가 뒷전으로 밀려 민중을 괴롭히게 되었다. 또한 안전과 건강을 고려하지 않은 원자력 개발과 공장 건설로 인하여 원자력 발전소 사고도 벌어졌으며 결국 체르노빌 원자력 사고가 일어났다. 일부 지역에서는 공장의 유해 물질과 방사능에 의한 환경 오염도 심각하였다.
소련은 아카뎀고로도크 같은 과학 도시를 건설하기도 하였다. 그러나 소련 당국은 외국으로 기술이 노출되는 것을 꺼려하여 과학 시설이 밀집한 일부 도시는 외국인의 출입이 금지된 폐쇄된 도시가 되었으며, 이들 도시는 지도에 표시되지 않았다.

## 노동운동
소련은 공산당의 지배력이 약화된 시기인 1989년 말 이후를 제외한 모든 시기 동안 자유 노조를 허용하지 않았으며, 모든 노조는 당에 소속이 된 상태로 운영이 되었다. 또한, 산업노동자들이 패권을 잡은 사회라는 특수성으로 인해 자본주의 사회에서 볼 수 있는 능동적 노동운동보다는 정부의 생산 목표를 이루기 위한 어용 노동운동이 주를 이루었다. 당은 해당 방침에 따라 공산주의 노동 영웅, 스타하노프 노동자 칭호를 수여하였다. 스타하노프 운동은 알렉세이 스타하노프로 대표되는 노동자들의 목표초과달성과 노동생산성향상 노동운동이다.

## 문화
소련의 헌법은 언론과 출판의 자유를 보장하고 있었으나, 사실상 검열에 의해 언론과 표현의 자유는 제약되었고 출판은 공산주의 이념을 선전하기 위한 수단이었다. 소련은 발레와 클래식 음악(쇼스타코비치 등)에서 높은 수준을 유지했다. 정부는 유명한 발레단과 오케스트라를 후원했다. 므라빈스키가 지휘하는 레닌그라드 필하모닉 오케스트라는 명연주를 남겼다. 모스크바의 볼쇼이 극장에 소속된 볼쇼이 발레단과 레닌그라드의 마린스키 극장에 소속된 마린스키 발레단은 세계 최고의 발레단으로 인정받는다. 고르바초프 시대 이후에는 대중문화도 크게 발전했다.
- 소련의 영화
- 소련의 체스
- 소련의 춤
- 소련의 음악
- 소비에트 대백과사전

## 복지

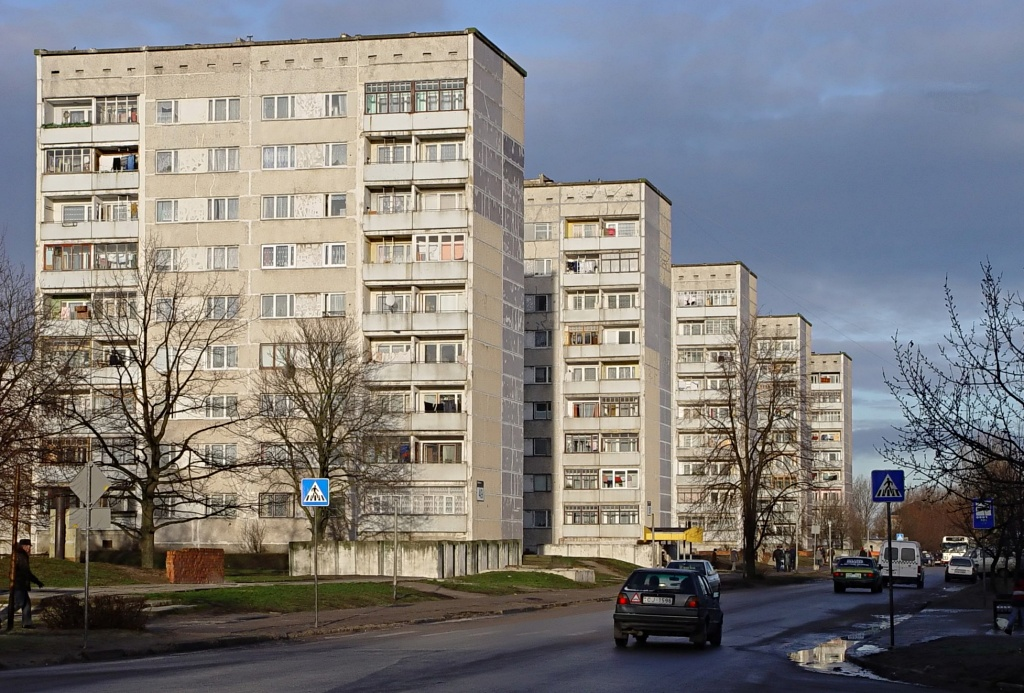
소련 주거정책의 상징인 흐루숍카 아파트

1918년 소련 공산당은 외국인노동자차별금지법, 아동노동금지법, 양성평등고용법 등을 명문화하는 동시에 이러한 법들이 실질적으로 실행되기 위해 국가가 책임을 지고 노력해야 한다고 적시했다. 또한 법적으로 지정된 공휴일과는 별도로 각 산업지마다 약 연평균 25일의 휴일을 주었다. 1917년 11월 11일 소비에트 러시아 정부는 최초로 일 8시간, 주 48시간 근무제를 채택했다. 이러한 정책은 당시 일 10시간 내지는 일 12시간 근무제를 채택했던 유럽 국가들의 노동 정책에 영향을 주었다. 1927년 우익반대파와 스탈린 계파를 중심으로 일 7시간, 주 42시간 근로제가 확립되었다. 1961년 흐루쇼프 집권기에는 주 41시간 근무제로 노동법이 수정되었으며, 광업과 화학공업에 한해서 35시간 근무제가 시행되었다. 1966년에는 주 35시간 근로제가 제안되었으나 시행되지 못 했으며, 니키타 흐루쇼프는 1968년 안에 주 근로시간을 최대 30시간까지 낮춘다는 계획안을 발표했지만 달성하지는 못 하였다.
1920년대 후반부터 고성장을 해온 소련 경제로 인해 1950년대 후반에 들어선 본격적인 복지 제도가 실시된 것이다. 브레즈네프 집권 시기엔 지식·문화·예술에 관련된 복지 정책이 성과를 거두었다. 각 공동체엔 문화예술 시설과 도서 시설이 들어섰다. 이 당시 소련은 서적 출판율이 높았으며, 독서량은 1960년대에 들어서 역대 최고를 기록했다. 빈부의 차 없이 거의 모든 계층이 문화·예술 활동을 하거나 또는 감상할 수 있었다. 소규모 교육 제도도 발달하여, 추가 교육을 받고싶은 노동계급은 여유 시간을 내서 학점을 이수해 추가적인 학력증진활동을 전개할 수 있었으며, 이는 명목상 무상이었으나 실제 기회는 일부 제한되었다. 또한 이러한 복지는 소련이 붕괴하기 직전인 1990년까지 거의 대부분 이어졌다.
총 소득 가운데 교육, 의료, 주거 등 여러 가지를 보장해주는 사회적 임금의 비중이 높은 편에 속했다. 주거 복지의 경우는 1950년대 후반부터 짓기 시작한 호당 평균 9평 짜리 5 ~ 7층(층당 평균 8호) 패널형 아파트인 흐루숍카로 해결하려고 시도했다. 식량의 경우는 러시아 소비에트 시절인 1918년부터 각 소행정단위마다 존재하는 식량 배급소에서 일정 식량을 배급했다. 이러한 배급은 1921년 신경제정책을 도입하면서부터 다시 폐지되었고, 1929년에는 식량배급제가 다시 부활했다. 1935년에는 식량 분배 수위를 국가가 조절할 필요가 사라지면서 다시 폐지되었으나, 제2차 세계 대전이 발발하면서 다시 부활하여 1940년대 후반까지 시행되었다. 소련은 1947년부터 배급제를 공식적으로 내걸지 않았지만, 의류, 옥수수, 비누와 같은 생필품의 경우는 배급으로 분배하는 경우가 잦았으며, 이러한 정책은 소련이 붕괴하는 1991년까지 지속되었다.1989년까지는 이러한 복지 시스템이 어느정도 유지가 되었지만, 몰타 회담 이후 소련은 혼합경제 제도를 절충적으로 받아들임으로 여러 가지 사회적 복지 혜택이 많이 줄어들기 시작했고 1990년에는 공산주의적 요소를 거의 찾아볼 수 없는 형태의 국가가 되었다.

### 교육

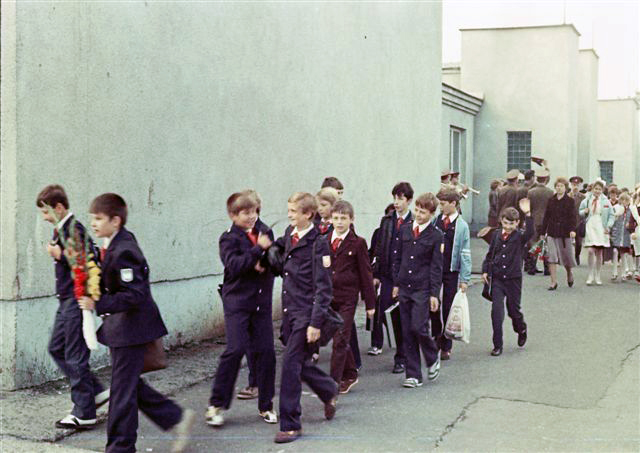
체코슬로바키아를 방문한 소련 학생들, 1985년.

공산주의 혁명 이후 러시아 내전과 전시 공산주의는 학교 교육에 막대한 타격을 주었다. 1914년 어린이의 91%가 학교에서 교육을 받고 있었으나, 1920년 24.9%에 불과했다.
이에 따라 1926년까지 교육 수준은 퇴보했으며 당시 문자해독율은 56.6%였다. 1923년에 초등학교 4학년까지 의무교육이 시작되었고, 소련의 교육 위원회 초대 위원장인 아나톨리 루나차르스키는 문맹 퇴치를 위하여 글을 아는 사람들을 채용하여 글을 가르쳤다. 1937년 센서스에 따르면 문자해독율은 75%로 상승했다. 1950년대에는 문맹률이 1% 미만으로 낮아졌다.
1970년대 소련의 의무교육은 11년제(초등학교 4년, 중학교 7년)를 채택하고 있었으며, 종합대학은 5년제, 단과대학은 4 ~ 6년제였다. 1981년부터 10학년(발트 국가들은 11학년)까지 의무 교육이 실시되었고, 모든 학교는 정부가 관리하였다.
1986년 소련 인구 1만 명 당 고등교육을 받는 학생의 비율은 181명에 그쳐, 미국(517명)의 1/3에 불과했다.

### 의료
모든 국민은 건강 보호를 요구할 자격이 있으며 소련의 모든 의료 기관에 무료로 입장할 권리가 있다.— 1977년 소련 헌법 제42조

혁명 이후 1918년에 정부는 "의료는 국가의 관리 하에 둘 것이고, 의료는 무료로 시민들에게 제공될 것이다."라고 하였다. 혁명 이후 소련의 평균 수명은 증가하였다. 그러나 1964년 러시아 남성의 평균 수명이 64.89세의 정점에 도달한 이후 다시 하락하기 시작하여 1984년 61.7세까지 떨어졌으며, 소련이 붕괴될 때까지 정점의 수준을 끝내 회복할 수 없었다.
소련에서 시행되는 많은 의료 치료법과 진단법은 표준에 못 미쳤으며 (종종 어떤 의료 검사도 하지 않고 환자를 면담하기만 한 상태로 의사가 진단을 내렸다.) 의료 서비스 제공자가 제공하는 치료 표준이 떨어져서 수술로 인한 감염의 위험이 높았다. 소련의 보건 의료 시스템은 의료 장비, 의약품 및 진단용 화학 물질의 부족으로 어려움을 겪었으며, 서구 세계에서 사용할 수 있는 수많은 의약품 및 의료 기술을 결여하고 있었다. 그 시설은 기술 수준이 낮았고 의료 요원은 보잘것 없는 교육을 받았다. 소련 붕괴 직전까지도 소련 의료 시스템의 열악함은 크게 개선되지 못하여 1989년 조사에서는 러시아 병원 중 20%에서 온수 공급이 되지 않고 3%는 냉수 공급조차 되지 않았다. 7%는 전화기조차 갖추지 못했고 17%는 적절한 위생 설비를 갖추지 못했다. 비록 특권층인 노멘클라투라를 위한 특수한 병원과 진료소는 더 높은 수준의 건강 관리를 제공했지만 여전히 서구 표준 이하였다.

## 스포츠
소련의 스포츠는 모두 국가에 의해 운영되었고 자유주의 국가에서 볼 수 있는 운동선수가 프로모터가 기획하는 운동 경기에서 나감으로써 관객에게 즐거움을 주고 이윤을 얻는 상업적 스포츠(프로 스포츠)는 존재하지 않았지만 소련은 국위 선양을 위해 스포츠, 특히 올림픽에서 좋은 성적을 내고자 했다. 그래서 소련은 국가의 선수 육성 프로그램으로 선수를 육성했고, 소련의 운동 선수들은 올림픽에서 많은 금메달을 획득했다. 이에 따라 당이 후원하는 풀타임 아마추어 운동선수의 범람은 올림픽 대회가 과거에 가졌던 순수 아마추어 스포츠맨십의 이상을 쇠퇴시켰다.
소련은 축구, 농구, 배구, 하키, 아이스하키, 기계 체조 강국이었다. 소련이 참가한 마지막 올림픽이었던 1988년 하계 올림픽에서 소련은 스포츠 강국 동독과 미국을 크게 앞서며 55개의 금메달로 압도적인 1위를 하였다.
1980년 소련은 1980년 하계 올림픽을 개최하였으나, 미국을 필두로 한 자유 민주주의 진영은 아프가니스탄 침공에 항의해 이 대회를 보이콧했다. 소련과 공산 진영은 이에 대한 보복으로 미국 로스앤젤레스에서 개최되는 1984년 하계 올림픽을 보이콧하였다(표면상의 불참사유는 '선수단의 안전을 보장할 수 없다'는 것). 이 두 올림픽을 두고 "반쪽 대회"라고 한다.
1980년 하계 올림픽에서는 핀란드 선수가 당시에는 금지되지 않았던 혈액 도핑을 하고 10,000m와 5,000m 메달리스트가 되었다.
소련은 월드컵에 7회 출전했으며, 1966년에는 4위를 차지했다. 또한 1956년과 1988년 올림픽 축구에서 금메달을 차지하였다.

## 언론
소련 공산당의 기관지인 프라우다와 정부 기관지인 이즈베스티야, 공산 청년 동맹 기관지인 콤소몰스카야 프라우다 등의 신문이 유명했고 특히 콤소몰스카야 프라우다는 22,000,000부가 넘는 세계 최대의 발행 부수로 기네스 북에 등재되었다. 통신사는 1925년에 창설된 국영 타스통신이 있었다. 대외 방송은 1922년 창설된 모스크바 라디오가 있었다.
소련인은 외국의 방송을 듣는 것이 금지되었고, 신문과 라디오, 텔레비전 같은 보도기관에 대해서는 소련 공산당이 완벽하게 보도 관제를 했다. 이것은 외국의 큰 뉴스나 체르노빌 사고나 대한항공기 격추 사건과 같은 큰 사건으로부터 국내의 정치, 경제적인 사건, 당간부의 숙청이나 지하철 사고, 탄광 사고와 같은 사건에 이르기까지 소련 정부와 공산당에 위해가 되는 보도는 일절 불가능했으며, 만약 보도되어도 정부와 당에 유리하도록 왜곡되었다.
서방 언론의 특파원은 기본적으로 국내를 자유롭게 취재, 보도하는 것이 금지되고 있어 사전에 신청이 필요했다. 또한 취재처의 선택 및 일정은 모두 준비 된 것에 따라야 했다. 모스크바 올림픽 등의 국제적 이벤트나, 외국의 수뇌진이 공식 방문을 할 때 소련을 방문한 보도진에게는 준비된 취재 스케줄이 반드시 제공되었다. 서방의 보도기관에서 일하는 소련인 종업원 역시 당국이 선택하였다. 그들은 서방의 보도기관이나 그 특파원의 행동을 당국에 보고해야만 하였다.

## 인구

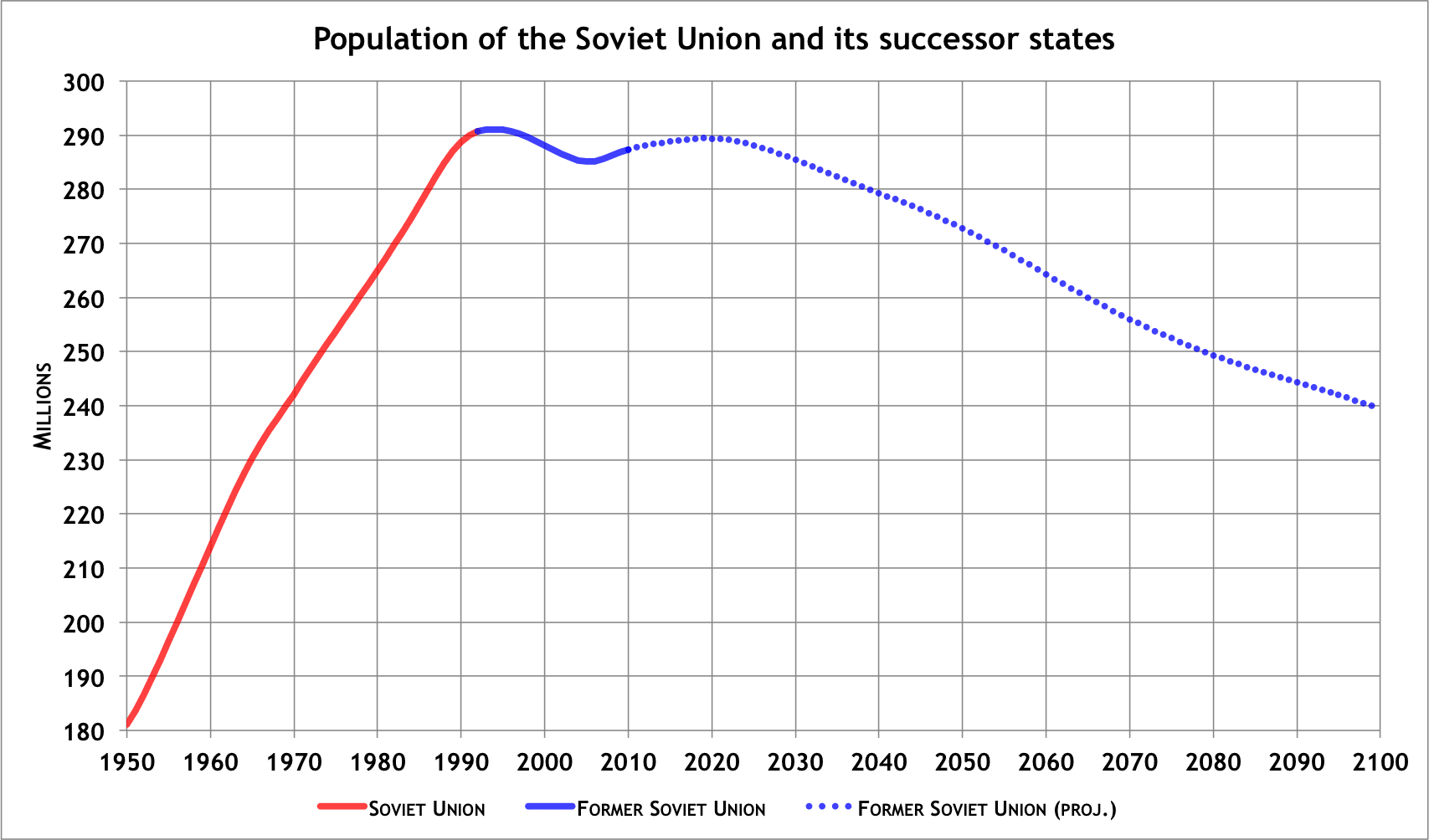
소련의 인구

소련은 세계에서 가장 다양한 인종 구성을 보였다. 그 국경 내에 150개 이상의 서로 다른 민족이 살고 있었다. 소련의 인구는 1990년 291,000,000명으로 중국, 인도에 이어 당시 세계 제3위였다.
다수를 이루는 민족은 러시아인(50.78%)이고, 다음은 우크라이나인(15.45%), 우즈베크인(5.84%)의 순이었다. 그 이외에도 벨라루스인(3.51%), 카자흐인(2.85%), 아제르바이잔인(2.38%), 아르메니아인(1.62%), 타지크인(1.48%), 조지아인(1.39%), 몰도바인(1.17%), 리투아니아인(1.07%), 투르크멘인(0.95%), 키르기스인(0.89%), 라트비아인(0.51%), 에스토니아인(0.36%), 기타(9.75%: 타타르인, 체첸인, 독일인, 야쿠트인, 바슈키르인, 유대인, 헝가리인 등) 등의 민족이 있었다.
인구 증가율은 러시아와 발트 3국(에스토니아, 라트비아, 리투아니아)과 우크라이나에서는 낮았던 데 비해, 캅카스 3국(아르메니아, 아제르바이잔, 그루지야)과 몰도바에서는 높았다. 따라서 제2차 세계 대전 이후 러시아인이 소련 인구에서 차지하는 비중은 차차 낮아져 갔다.

## 언어
공식적 언어는 없었으나 사실상 러시아어가 공용어 역할을 하면서 주로 사용되었다.

## 외교

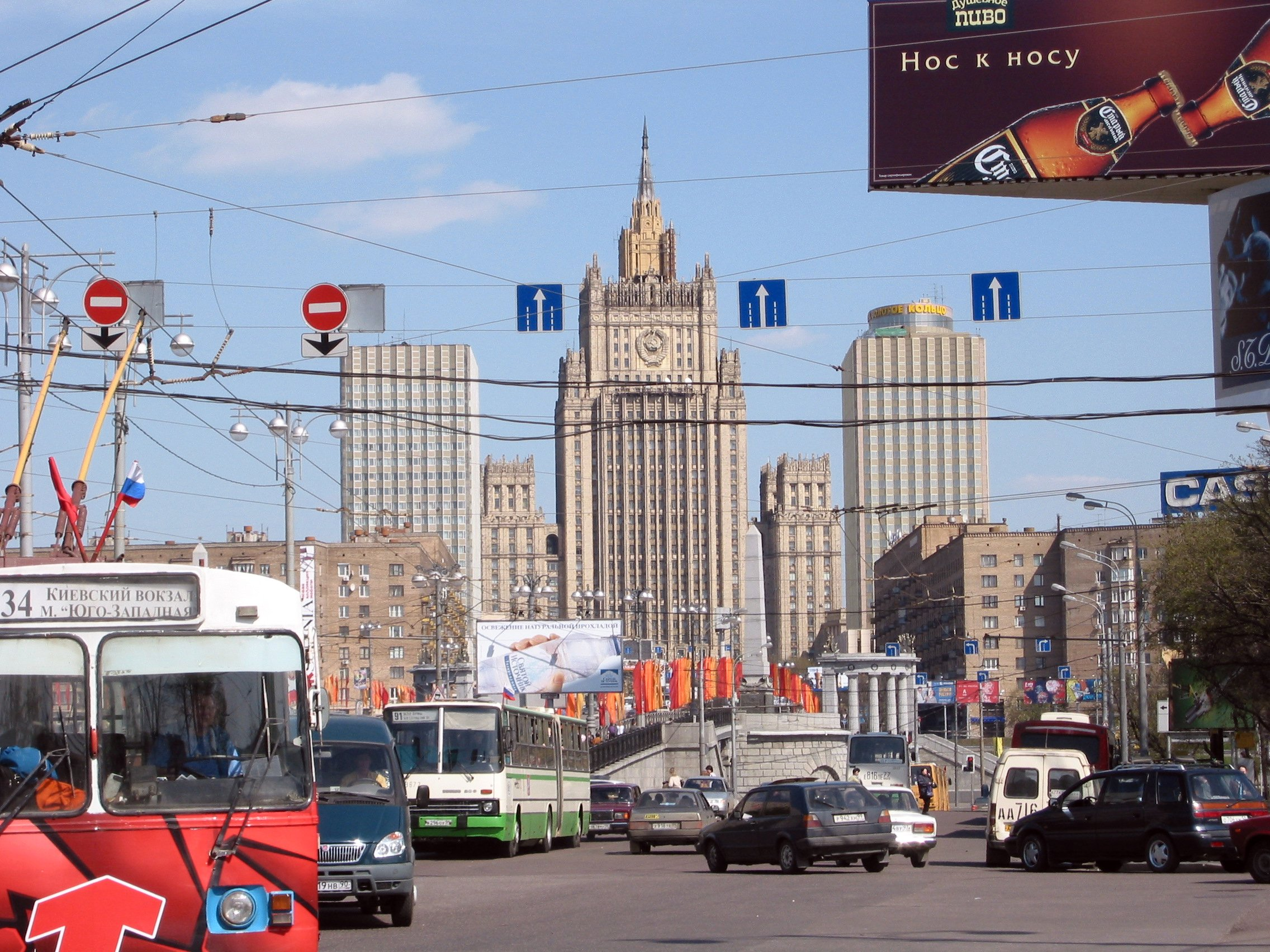
소련 외무부 청사

소련은 제2차 세계 대전 이후 공산 진영의 맹주였으며, 중앙유럽의 위성 국가 이외에도 중남미(쿠바), 중동(남예멘), 아프리카(앙골라, 모잠비크 등), 동아시아 등에서의 공산정권 수립을 지원했다. 따라서 미국과 일본, 대한민국을 비롯한 자유 진영과는 대립관계에 있었다.
소련은 유엔의 원년(元年) 회원국이었으며, 유엔 안전 보장 이사회의 상임 이사국이었다.

### 동유럽 위성 국가
이들 위성 국가들은 제2차 세계 대전 이후에 정권을 쓰러뜨리고 인민들이 점령되어 소련의 간섭을 받는 국가가 되었다.
- 불가리아 인민공화국
- 루마니아 사회주의 공화국
- 폴란드 인민공화국
- 체코슬로바키아
- 헝가리 인민공화국
- 알바니아 사회주의 인민공화국
- 독일 민주 공화국(동독)

### 대한민국과의 관계
제2차 세계 대전 이래 대한민국(남한)과 소련의 관계는 북한의 수립을 소련이 간접적으로 지원했다는 것과 특히 한국 전쟁에서 조선민주주의인민공화국을 지원한 소련의 역할 때문에 출발부터 적대적 성격을 가지고 있었다. 소련은 한국 전쟁에 부분적으로 참전하였고 중국과 함께 정전 회담에 참여하여 조선민주주의인민공화국을 지지하였다.
1970년대 이후 대한민국과 소련의 관계는 점차 누그러져 갔으나, 1978년 4월 21일 대한항공의 보잉 707기가 무르만스크 인근에 강제 착륙당한 사건과 1983년 9월 1일 대한항공기 격추 사건이 벌어졌다.
고르바초프의 등장 이후 대한민국과 소련의 관계는 차츰 해빙되었다. 1988년 하계 올림픽에 소련이 참가하였고, 노태우 정부의 북방정책에 따라 1990년 6월 대한민국-소련 정상 회담이 열렸으며, 1990년 10월 국교가 수립되었다. 이를 계기로 아에로플로트가 대한민국에 취항하였다.

### 조선민주주의인민공화국과의 관계
1945년 8월 소련군이 한반도 이북에 진주하면서 정치사회적으로 긴밀한 관계를 맺었으며 1948년 9월 9일에 공산정권이 출범하자 가장 먼저 승인하였고 1949년에 김일성이 한국 전쟁 지원요청을 위해 모스크바를 방문하여 이오시프 스탈린과 만났고 1950년 한국 전쟁에는 직접 군사를 보내 참전하지는 않았지만 조선민주주의인민공화국에 소련제 첨단 무기와 탱크, 전투기 등을 지원하면서 대한민국을 간접적으로 침공하는데 일조하였다. 그 해 유엔 안전보장이사회에서 열렸던 대한(對韓) 지원 결의에서는 유엔 회원국이자 위성국인 유고슬라비아 사회주의 연방공화국, 폴란드 등과 함께 불참 및 기권하였다. 또 미국과 서방 국가들이 대한민국에 전투병력을 지원한 것을 두고 공개적으로 비난하며 조선민주주의인민공화국을 두둔하였다. 1953년 스탈린이 죽고 후임인 니키타 흐루쇼프 시절부터는 관계가 다소 소원해졌으나 1960년대 중화인민공화국의 문화대혁명으로 관계가 소원해지면서 관계를 회복하였다. 미국에서 열렸던 1984년 하계 올림픽에는 조선민주주의인민공화국과 함께 불참했다. 그러나 대한민국에서 열렸던 1988년 하계 올림픽에 소련 정부가 자국 선수단을 파견하고 1990년 대한민국 소련의 국교 수립과 동서독 통일 이후로 관계가 소원해졌으며 1991년 소련이 해체되고 러시아연방이 출범하면서 이후에도 관계를 유지하고 있다.

### 미국과의 관계
공산국가들의 맹주였던 소련은 자본주의 진영의 맹주였던 미국과는 '냉전'이라고 하는 형태로 대립해, 1950년대의 한국 전쟁이나 1960년대의 베트남 전쟁 등, 대리 전쟁이라고 하는 간접적인 형태의 군사적 대립을 하고 있었지만, 전면적인 핵전쟁에 대한 공포가 쌍방의 억제력이 되었기 때문에 전면적인 군사적 대립은 없었다.
그러나 베를린 봉쇄나 쿠바 위기 등에서는 전면적인 군사적 대립의 일보직전까지 갔으며, 영공을 침범한 미군기의 격추 등 한정적인 군사적 대립이 있었던 것도 사실이다.
이와 같은 대립 관계에 있었음에도 불구하고 정식 국교가 끊어진 적은 없고, 쌍방의 수도에 대한 민간기의 노선연장을 하고 있었다. 그러나, 대한항공기 격추 사건이나 아프가니스탄 침공 등의 사건이 있었을 때에는, 「제재 조치」로서 민간기의 노선연장이 시한적으로 제한되거나 스파이 사건 등이 표면화되어, 한쪽의 외교관이 국외 추방되면 그에 대한 「보복 조치」로서, 다른 한쪽 국가의 외교관을 맞받아 국외 추방하는 등의 외교적 술책을 하고 있었다.

### 일본과의 관계
일본과는 제2차 세계 대전 이전부터 만주국과의 국경에서 종종 군사적 충돌을 일으키고 있었다(노몬한 사건 등). 1941년 4월에 소-일 중립 조약이 체결되었지만 1945년 8월 8일에 소련은 이것을 일방적 파기, 일본에 선전 포고를 했다. 또한 일본인 포로를 오랫동안 강제 노동 수용소에 구류했다.
그 후, 1956년에 소-일 공동 선언을 통해 국교가 회복했지만, 일본이 미국의 동맹국인데다가 쿠릴 열도 분쟁이 해결되지 않았기 때문에 관계 개선은 진전되지 않은 채 냉전이 종결되었다.

### 중화인민공화국과의 관계
국공 내전에서 소련의 지원으로 중국 공산당은 1949년 중화인민공화국을 건국하였다. 당초에는 협력 관계에 있었지만, 1950년대 후반부터 서서히 관계가 악화되어 1960년대에는 국경 분쟁이나 사상적인 대립의 문제로 말미암아 중화인민공화국과 소련의 대립이 표면화했다. 양국간의 이와 같은 대립관계는 그 후 문화대혁명이 종결되는 1970년대 후반까지 계속되었다. 1980년 소련 모스크바에서 열렸던 하계 올림픽에는 중국이 불참했고 대신 적국이었던 미국 로스엔젤레스에서 열렸던 1984년 하계 올림픽에는 소련이 불참하고 중국이 참가했다.

### 출국
출국은 망명과 외화 유출을 막는 것을 주된 이유로 당국의 허가가 없는 한 출국은 불가능했다. 또, 자유 진영 국민과의 교제나 결혼은 사실상 불가능했으며, 심지어 동유럽 소비에트 국민과의 결혼조차도 소련 당국으로부터 다양한 방해를 받았다고 한다.
또한 외국 항로를 운행하는 선박이나 외국에서 연주여행을 하는 악단 등에는, 승무원이나 악단원의 망명을 저지하고 서방 언론 노출을 감시하기 위해서 반드시 공산당의 정치장교가 동행하고 있었다.

## 종교

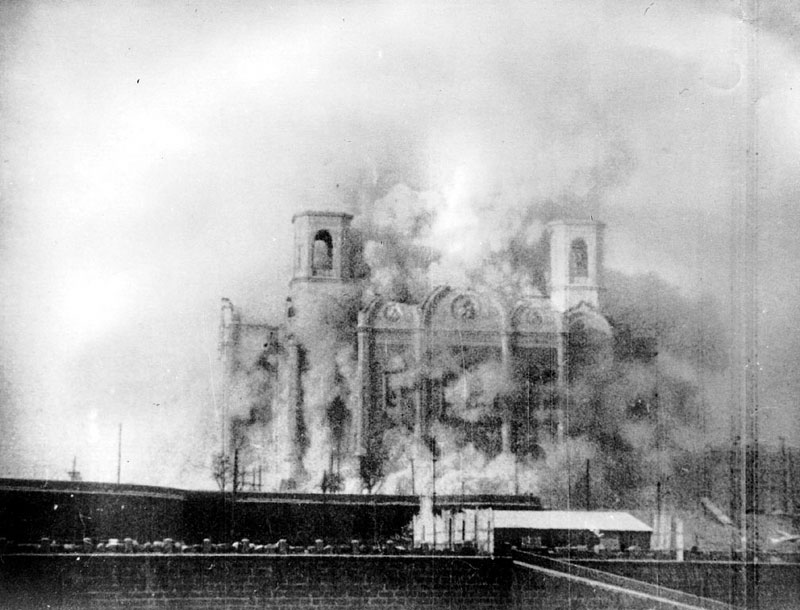
모스크바 구세주 그리스도 성당의 폭파, 1931년.

소련은 세속 국가, 즉 헌법상 종교와 정부의 분리를 선언한 국가였다. 처음으로 이 원칙이 선언된 것은 1918년 1월 20일(교회력) СНК РСФСР의 칙령 "정부와 종교, 학교와 종교의 분리에 관하여"에서이다. 교회가 정부 및 공립학교로부터 분리되어야 하며, 법인으로서의 권리와 소유권이 없으며 인민의 개인적인 일로 취급되어야 한다는 법령이었다.
소련 공산당은 공개적으로 '종교적 편견'의 소멸을 그 임무로 삼을 것임을 선언했다. 1939년까지 행정 절차에 따라 정부기관, 특히 NKVD가 '종교적 삶 청산정책'을 실시했다. 이후 종교 정책은 보다 차별적으로 바뀌었다.
1920년대 초반 소비에트 정권은 많은 정교회 성당을 파괴했다. 특히 모스크바의 구세주 그리스도 성당이 있으며, 16세기에 세워진 모스크바 크렘린 내 몇몇 수도원, 그리고 러시아 전역에서 수십개의 성당을 파괴했다. 1925년부터 1947년까지 소련에선 대중사회조직 '무신론자 투쟁 연합'이 있었다. (1929년 6월까지의 명칭은 '무신론자 연합'.) 또한 출판사 '무신론자', 이후 '국립반종교문학출판사'(ГАИЗ)가 활동했다.
이러한 무신론적 세계관은 당기관과 정부기관에 의해 지지되고 홍보되었으며, 대학에서는 '과학적 무신론'이란 원칙을 가르쳤다.
1943년 소련에는 총대주교좌가 복원되었으며, 소비에트 정부의 옹호 아래 세르게이 총대주교가 취임했다. 이때부터 모든 합법적 종교활동은 두 정부기관의 직접적이고 공개적인 감독 하에 이루어졌는데, 이는 1965년 12월 소련 장관평의회 산하의 종교평의회로 통합되었다.
소련에서 러시아 정교의 최종적인 복권은 페레스트로이카의 시기, 1988년 정부 차원에서 루스의 세례 1000주년을 기념했을 때 이루어졌다.
공식적으로 무신론을 내세운 소련 정부의 정책과는 다르게, 당시의 자료에 따르면 소련 국민의 1/3이 종교를 가지고 있었다. 그 중 절대다수는 기독교(대부분 러시아 정교회, 일부는 로마 가톨릭과 침례교, 루터교, 오순절교회 등의 개신교 교파) 및 이슬람교(대부분 수니파, 아제르바이잔인은 시아파)를 신봉하였다. 소수의 유대교, 불교, 라마교, 샤머니즘 신자도 있었다.

## 치안
소련은 범죄에 대한 처벌이 매우 강한 나라 중 하나였다. 또한 사회보장정책이 광범위하게 보장되는 소련 사회에서 자연인이 범죄인으로 되는 일은 극히 드물었다. 이러한 특징으로 인해 소련 사회는 범죄율이 매우 낮고, 치안이 강한 사회로 평가되었다. 하지만, 1987년부터 고르바초프의 페레스트로이카, 글라스노스트 정책이 시행됨에 따라 정부 통제력에 상당한 손실이 왔고, 그 결과 치안력이 약해져 범죄 문제에 시시각각 노출되기에 이르렀다. 전문가들은 소련 말기에 일어난 범죄율 급증의 이유로 고르바초프의 개혁 개방 정책으로 인한 범죄 통제력 약화와, 혼합 경제 정책으로 인해 나타난 빈부격차, 사회 불안정을 든다. 1989년에는 이를 해결하기 위해 '특수목적대'를 설립했지만, 큰 효과를 보지 못했다. 1990년에 이르러서 소련 내의 범죄는 중앙정부에서 통제할 수 있는 수위를 벗어났다.

## 프로파간다
프로파간다는 소련이 국민들의 공산주의적 애국심을 키우기 위하여서 만든 일종의 이벤트다. 프로파간다를 위하여 소련은 포스터, 라디오, 책, 미술 등을 이용했다.
소련의 프로파간다, 특히 레닌 시대의 프로파간다는 선구적인 것으로, 몽타주 이론이나 전위파 등이 그 대표적인 위치를 차지하였다.

## 소련의 주요 인물
| - 블라디미르 레닌 - 이오시프 스탈린 - 니키타 흐루쇼프 - 레오니트 브레즈네프 - 유리 안드로포프 - 콘스탄틴 체르넨코 - 미하일 고르바초프 - 게오르기 말렌코프 - 니콜라이 부하린 - 알렉세이 코시긴 |  | - 클리멘트 보로실로프 - 뱌체슬라프 몰로토프 - 키릴 메레츠코프 - 니콜라이 불가닌 - 미하일 투하쳅스키 - 게오르기 주코프 - 세묜 티모셴코 - 안드레이 그로미코 - 유리 가가린 - 발렌티나 테레시코바 - 미하일 칼리닌 |

## 같이 보기
- 소련의 역사
- 소련의 지도자
- 소련의 군사
- 소련의 경제
- 미하일 고르바초프
- 냉전
- 군비 경쟁
- 핵 군비 경쟁
- 우주 경쟁
- 우주 탐사
- 크렘린
- 국가보안위원회
- 소련 공산당
- 공산주의
- 사회주의
- 레닌의 이름이 붙은 장소
- 스타하노프 운동
- 문화 궁전
- 독립 국가 연합
- 콤소몰
- 피오네르
- 소련의 붕괴
- 블라디미르 레닌
- 이오시프 스탈린
- 마르크스-레닌주의
- 붉은광장
- 볼셰비키
- 코민테른
- 콤소몰(전연방 레닌주의 청년 공산주의자 동맹)
- 파리코뮌
- 소비에트
- 만국의 노동자여, 단결하라!

### 설명주
1. ↑  
 · 러시아어: Сою́з Сове́тских Социалисти́ческих Респу́блик 사유스 사베츠키흐 소치알리스티체스키흐 레스푸블리크[*], pronounced [sɐˈjus sɐˈvʲetskʲɪx sətsɨəlʲɪˈsʲtʲitɕɪskʲɪx rʲɪˈspublʲɪk] ( 듣기)
 · 영어: Union of Soviet Socialist Republics 유니온 오브 소비에트 소셜리스트 리퍼블릭스[*]
 · 우크라이나어: Союз Радянських Соціалістичних Республік 사유스 라드얀스키 소치알리스트니치흐 리스푸블리크[*]
 · 벨라루스어: Саюз Савецкіх Сацыялістычных Рэспублік 사유스 사비에츠키 사치알리스티크니흐 레스푸블리크
 · 독일어: Union der Sozialistischen Sowjetrepubliken 우니온 데어 소치알리스티셴 소졧트레푸블리큰[*]
 · 리투아니아어: Sovietų Socialistinių Respublikų Sąjunga
 · 라트비아어: Padomju Sociālistisko Republiku Savienība
 · 에스토니아어: Nõukogude Sotsialistlike Vabariikide Liit
 · 폴란드어: Związek Socjalistycznych Republik Radzieckich
 · 체코어: Svaz sovětských socialistických republik
 · 슬로바키아어: Zväz sovietskych socialistických republík
 · 루마니아어: Uniunea Republicilor Sovietice Socialiste
 · 헝가리어: Szovjet Szocialista Köztársaságok Uniója
 · 불가리아어: Съюз на съветските социалистически републики
 · 슬로베니아어: Zveza sovjetskih socialističnih republik
 · 조지아어: საბჭოთა სოციალისტური რესპუბლიკების კავშირი
 · 아르메니아어: Խորհրդային Սոցիալիստական Հանրապետությունների Միություն
 · 아제르바이잔어: Sovet Sosialist Respublikaları İttifaqı
 · 카자흐어: Кеңестік Социалистік Республикалар Одағы
 · 우즈베크어: Sovet Sotsialistik Respublikalari Ittifoqi
 · 타지크어: Иттифоки Республикахои Советии Социалистй
 · 키르기스어: Советтик Социалисттик Республикалар Союзу
 · 투르크멘어: Sowet Sosialistik Respublikalarynyň bileleşigi
 · 몽골어: Зөвлөлт Социалист Бүгд Найрамдах Холбоот Улс
 · 투바어: Совет Социалистиг Республикалар Эвилели
 · 중국어: 蘇維埃社會主義共和國聯盟
 · 문화어: 쏘베트사회주의공화국련맹
2. ↑  
 · 러시아어: Сове́тский Сою́з 사베츠키 사유스[*]
 · 영어: Soviet Union 소비에트 유니언[*]

### 인용주
1. ↑  Almanaque Mundial 1996, Editorial América/Televisa, Mexico, 1995, pp. 548–552 (Demografía/Biometría table).
2. ↑  편집국 (1991년 8월 1일). “외교관으로 온 ‘고르비의 한국어 입’”. 《시사저널》.
3. ↑  황, 석호 (1991년 8월 19일). “주한 소련대사관, 향후사태 관망하며 정상업무”. 《MBC 뉴스데스크》.
4. ↑  정, 지환 (1991년 8월 20일). “주한소련대사관 정상업무”. 《KBS 뉴스 9》.
5. ↑  Julian Towster. 《Political Power in the U.S.S.R., 1917–1947: The Theory and Structure of Government in the Soviet State》Oxford Univ. Press, 1948. p. 106
6. ↑  김학준(2006), 《러시아사》 개정 2판, 서울 : 대한교과서
7. ↑  Goldgeier, p. 27
8. ↑  Gaddis, 2005, p.256–257.
9. ↑  JOHN N.HAROAD의 《소련법률제도》 참조
10. ↑  소련 관련 법
11. ↑  《마르크스주의의 역사》 참조
12. ↑  흔히 말하는 노동 복지, 자본주의 사회에서 나타나는 모순을 해결하기 위한 여러 운동
13. ↑  《통합노동법》참조
14. ↑  《Hoeffding (1958–59)》, page 396
15. ↑  《러시아역사 다이제스트 100》참조
16. ↑  “보관된 사본”. 2007년 2월 6일에 원본 문서에서 보존된 문서. 2007년 2월 6일에 확인함.
17. ↑  《과학 좌파》참조
18. ↑  장하준의 《경제학강의》참조
19. ↑  http://www.ajunews.com/view/20140117155241737
20. ↑  Russia U.S.S.R.: A Complete Handbook
New York: William Farquhar Payson. 1933. p. 665.
21. ↑  Fitzpatrick, S. (1994). Stalin's peasants: resistance and survival in the Russian village after collectivization. New York: Oxford University Press. pp. 225-6 & fn. 78 p. 363. OCLC 28293091.
22. ↑  Pejovich, Svetozar (1990). The Economics of Property Rights: Towards a Theory of Comparative Systems. Springer Science+Business Media. p. 130. ISBN 978-0-7923-0878-2.
23. ↑  https://link.springer.com/article/10.1007/s10680-017-9451-3
24. ↑  Davis, Christopher, 편집. (1989). 《Models of disequilibrium and shortage in centrally planned economies》 (영어). Charemza, W. London: Chapman and Hall. 447쪽. ISBN 9780412284205. OCLC 260151881.
25. ↑  Dyczok, Marta (2013). 《Ukraine: Movement without Change, Change without Movement.》 (영어). Hoboken: Taylor and Francis. 91쪽. ISBN 9781134432622. OCLC 862613488.
26. ↑  Eaton, Katherine Bliss (2004). 《Daily life in the Soviet Union》 (영어). Westport, Conn.: Greenwood Press. 191쪽. ISBN 9780313316289. OCLC 863808526.
27. ↑  1980년 하계 올림픽에서 공식적으로 금지 약물 복용이 적발된 선수는 없지만 동구권 선수들이 도핑을 했다는 의혹이 있다.
28. ↑  “Doping violations at the Olympics”. 《The Economist》. 25 July 2016.  9 August 2017에 원본 문서에서 보존된 문서.  6 June 2017에 확인함.
29. ↑  Статья 52-я Конституции 1977 года: «Гражданам СССР гарантируется свобода совести, то есть право исповедовать любую религию или не исповедовать никакой, отправлять религиозные культы или вести атеистическую пропаганду. Возбуждение вражды и ненависти в связи с религиозными верованиями запрещается. Церковь в СССР отделена от государства и школа — от церкви».
30. ↑  Декрет Совета Народных Комиссаров об отделении церкви от государства и школы от церкви
31. ↑  Решения КПСС и Советского государства о религии и церкви
32. ↑  Церковь и КГБ religare.ru
33. ↑  소련 치안 문제
34. ↑  http://newslibrary.naver.com/viewer/index.nhn?articleId=1989092800289104006&editNo=4&printCount=1&publishDate=1989-09-28&officeId=00028&pageNo=4&printNo=424&publishType=00010